# Liste der Klöster in Galicien
Die Liste der Klöster in Galicien gibt einen Überblick über die Klöster in Galicien.

## A Coruña
| Name                                                 | Gründung    | Ort                    | Anmerkungen                                                                                         |
| ---------------------------------------------------- | ----------- | ---------------------- | --------------------------------------------------------------------------------------------------- |
| Mosteiro de Santa Maria de Cambre                    | 10. Jh      | Cambre                 | Die Kirche ist das einzige Überbleibsel des ursprünglichen Klosters.                                |
| Mosteiro de São João de Caaveiro                     | 10. Jh.     | A Capela               | |
| Convento de São Domingo                              | 13. Jh.     | Corunha                | |
| Mosteiro de Santa Maria de Monfero                   | 10. Jh.     | Monfero                | |
| Mosteiro de São Xiao de Moraime                      | 13. Jh.     | Muxía                  | Die Kirche ist das einzige Überbleibsel des ursprünglichen Klosters.                                |
| Kloster de São Francisco do Val de Deus              | 13. Jh.     | Santiago de Compostela | |
| Kloster de São Martiño Pinario                       | 10. Jh.     | Santiago de Compostela | |
| Kloster de San Pelayo de Antealtares                 | 9. Jh.      | Santiago de Compostela | |
| Mosteiro de Santa Maria de Sobrado dos Monxes        | 10. Jh.     | Sobrado                | |
| Mosteiro de Santa Catalina de Montefaro              | 12. Jh.     | Ares                   | |
| Mosteiro de Santo Antolín de Toques                  | 10. Jh.     | Toques                 | Die Kirche ist das einzige Überbleibsel des ursprünglichen Klosters.                                |
| Mosteiro de São Salvador de Cines                    | 10. Jh.     | Oza dos Ríos           | Die Kirche ist das einzige Überbleibsel des ursprünglichen Klosters                                 |
| Kloster San Xusto                                    | 12. Jh.     | Lousame                | |
| Convento de São Domingos de Bonaval                  | 13. Jh.     | Santiago de Compostela | |
| Colexiata de Santa Maria a Real de Sar               | 12. Jh.     | Santiago de Compostela | |
| Mosteiro de São Martiño de Xubia                     | 9. Jh.      | Narón                  | |
| Mosteiro de São Salvador de Bergondo                 | 12. Jh.     | Bergondo               | |
| Convento do Carme (Padrón)                           | 18. Jh.     | Padrón                 | |
| Convento do Carme de Arriba (Santiago de Compostela) | 18. Jh.     | Santiago de Compostela | |
| Convento de São Francisco (Betanzos)                 | 13. Jh.     | Betanzos               | |
| Mosteiro de Santa María de Xanrozo                   | 12. Jh.     | Betanzos               | Auch Donas-Kloster genannt                                                                          |
| Mosteiro de São Miguel de Breamo                     | 12. Jh.     | Pontedeume             | |
| Mosteiro de São Lourenzo de Trasouto                 | 13. Jh.     | Santiago de Compostela | |
| Convento de São Francisco do Rial (Muros)            | 13. Jh.     | Muros                  | |
| Mosteiro de Santa Maria de Santa Tasia               |             | Outes                  | |
| Convento de Santa Clara de Santiago de Compostela    | 13. Jh.     | Santiago de Compostela | |
| Convento de Nossa Senhora da Mercé                   | 17. Jh.     | Santiago de Compostela | |
| Convento de Santa Maria de Belvís                    | 14. Jh.     | Santiago de Compostela | |
| Convento de Santo Agostiño                           | 16. Jh.     | Pontedeume             | Gegründet von Fernando de Andrade im Jahr 1538. Die Kirche wurde im 19. Jahrhundert niedergerissen. |
| Mosteiro de San Martiño de Tiobre                    |             | Betanzos               | |
| Mosteiro de San Pedro da Fóra                        |             | Santiago de Compostela | |
| Mosteiro de San Martiño de Corenza                   |             | Noia                   | |
| Mosteiro de San Martiño de Ozón                      |             | Muxía                  | |
| Mosteiro de Santa María de Portor                    |             | Negreira               | |
| Mosteiro de San Xoán de Sabardes                     |             | Outes                  | |
| Mosteiro de Santa Mariña de Tosto                    |             | Camariñas              | |
| Mosteiro de Santo Antoniño de Baíñas                 |             | Vimianzo               | |
| Mosteiro de San Cibrán de Bribes                     | 12.–15. Jh. | Cambre                 | |
| Mosteiro de Santa Baia de Espenuca                   | 9. Jh.      | Coirós                 | |
| Mosteiro de San Cremenzo de Vilamateo                |             | Vilarmaior             | |
| Mosteiro de Santos Xusto e Pastor de Cornado         |             | Arzúa                  | |
| Mosteiro de Santiago de Mens                         |             | Malpica de Bergantiños | |
| Mosteiro de Santomé de Monteagudo                    |             | Arteixo                | |
| Mosteiro de Santa María de Mezonzo                   |             | Vilasantar             | |
| Mosteiro de San Xoán de Vilanova                     |             | Cabana                 | Auch De San Xoán de Borneiro genannt                                                                |
| Mosteiro de Santa María de Nogueirosa                |             | Pontedeume             | |
| Mosteiro de Montesacro                               |             | Boqueixón              | |
| Mosteiro de San Mamede de Seavia                     |             | Coristanco             | |
| Mosteiro de San Pedro de Soandres                    |             | A Laracha              | |
| Mosteiro de San Cristovo de Arzón                    |             | Negreira               | |
| Mosteiro de San Salvador de Albeos                   |             | Crecente               | Die Klosterkirche ist die Pfarrkirche von San Xoán de Albeos                                        |
| Mosteiro de San Martiño de Canduas                   |             | Cabana de Bergantiños  | |
| Mosteiro de Santa Maria de Conxo                     |             | Santiago de Compostela | |
| Mosteiro de San Breixo das Donas                     |             | Boqueixón              | Auch San Breixo da Cova genannt                                                                     |
| Mosteiro de San Cristovo de Dormeá                   |             | Boimorto               | |
| Mosteiro de Santo Estevo de Morás                    |             | Arteixo                | |
| Mosteiro de San Isidro de Callobre                   |             | Miño                   | |
| Mosteiro de San Xiao de Frades                       |             | Arzúa                  | |
| Mosteiro de San Paio de Aranga                       |             | Aranga                 | |
| Mosteiro de San Salvador de Trasanquelos             |             | Cesuras                | |
| Mosteiro de Santo Estevo de Anós                     |             | Cabana de Bergantiños  | |
| Mosteiro de San Xoán da Cova                         |             | Boqueixón              | |
| Mosteiro de Santa María de Lampai                    |             | Teo                    | |
| Mosteiro de Santomé de Nemeño                        |             | Ponteceso              | |
| Mosteiro de San Salvador de Pedroso                  |             | Narón                  | |
| Colexiata de Santa María do Campo                    |             | Corunha                | |
| Colexiata de Santa María de Iria                     |             | Padrón                 | |
| Convento de Santo Domingo de Betanzos                |             | Betanzos               | |

## Lugo
| Name                                                                 | Gründung | Ort                   | Anmerkung                                                                                               |
| -------------------------------------------------------------------- | -------- | --------------------- | --- |
| Mosteiro de Santa Maria de Meira                                     | 12. Jh.  | Meira                 | |
| Mosteiro de São Julião de Samos                                      | 6. Jh.   | Samos                 | |
| Mosteiro de São Salvador de Vilar de Donas                           | 12. Jh.  | Palas de Rei          | |
| Mosteiro de São Miguel de Eiré                                       | 12. Jh.  | Pantón                | |
| Mosteiro de Santa Maria de Ferreira de Pantón                        | 12. Jh.  | Pantón                | Auch San Salvador de Ferreira de Pantón genannt                                                         |
| Mosteiro de São Salvador de Asma                                     | 10. Jh.  | Chantada              | |
| Mosteiro de São Vicente do Pino                                      | 10. Jh.  | Monforte de Lemos     | |
| Convento de São Francisco (Viveiro)                                  | 14. Jh.  | Viveiro               | |
| Mosteiro de Santa Cristina de Ribas de Sil                           | 11. Jh.  | Ribas de Sil          | |
| Mosteiro de São Salvador de Vilanova de Lourenzá                     | 10. Jh.  | Lourenzá              | |
| Mosteiro de São Paio de Bóveda                                       | 12. Jh.  | Bóveda                | |
| Mosteiro de Santa Maria de Pesqueiras ou Mosteiro de São Fiz de Asma | 13. Jh.  | Chantada              | |
| Mosteiro de Santo Estevo de Chouzán                                  | 12. Jh.  | Carballedo            | |
| Convento da Magdalena                                                | 13. Jh.  | Sarria                | |
| Mosteiro de Santa Maria de Ribalogio                                 | 10. Jh.  | Portomarín            | |
| Mosteiro de Loio                                                     | 9. Jh.   | Portomarín            | Die Kirche ist das einzige Überbleibsel des ursprünglichen Klosters                                     |
| Mosteiro de Santa Maria de Castro de Rei                             | 10. Jh.  | Castro de Rei         | |
| Mosteiro de São Facundo de Ribas de Minho                            | 13. Jh.  | Paradela              | |
| Mosteiro de Mondonhedo                                               | 17. Jh.  | Mondoñedo             | In die Kathedrale integriert.                                                                           |
| Mosteiro dos Picos                                                   | 14. Jh.  | Mondoñedo             | |
| Mosteiro de São Martin                                               | 6. Jh.   | Mondoñedo             | |
| Mosteiro de São Estevo de Atán                                       | 12. Jh.  | Pantón                | |
| Mosteiro de São Paio de Diomondi                                     | 10. Jh.  | O Saviñao             | |
| Mosteiro de Santa Maria de Ferreira de Pallares                      | 9. Jh.   | Guntín                | |
| Convento de São Francisco (Lugo)                                     | 12. Jh.  | Lugo                  | |
| Convento de Nossa senhora de Valdeflores                             | 13. Jh.  | Viveiro               | |
| Mosteiro de São Miguel da Coelheira                                  | 5. Jh.   | O Vicedo              | |
| Mosteiro de San Miguel das Negradas                                  |          | O Vicedo              | Das am schlechtesten dokumentierte Kloster des gesamten galicischen Mittelalters.                       |
| Mosteiro de Santo Estevo de Ribas de Minho                           | 12. Jh.  | O Saviñao             | |
| Mosteiro de São João da Cova                                         | 12. Jh.  | Carballedo            | |
| Convento de São Domingo (Lugo)                                       | 13. Jh.  | Lugo                  | |
| Convento de Santiago (Lugo)                                          | 12. Jh.  | Lugo                  | |
| Convento da Concepción                                               | 17. Jh.  | Viveiro               | |
| Convento da Mercé                                                    | 12. Jh.  | Sarria                | |
| Mosteiro de Santiago de Saamasas                                     | 10. Jh.  | Lugo                  | 956 gegründet                                                                                           |
| Mosteiro de San Pedro de Soandres                                    | 10. Jh.  | A Laracha             | |
| Mosteiro de San Pedro de Valverde                                    | 12. Jh.  | Monforte de Lemos     | Beinhaltet die Kirche im romanischen Stil, die 1124 von Munio Romanii und seiner Geliebten Maria Petriz |
| Mosteiro de Santa María de Torbeo                                    |          | Ribas de Sil          | |
| Mosteiro de Santa María do Cebreiro                                  | 9. Jh.   | Pedrafita do Cebreiro | |
| Mosteiro de San Cibrao de Montecubeiro                               |          | Castroverde           | |
| Mosteiro de Santiago de Barbadelo                                    |          | Sarria                | |
| Mosteiro de San Fiz de Cangas                                        |          | Pantón                | |
| Mosteiro de San Xiao de Lobios                                       |          | Sober                 | |
| Mosteiro de Santa Comba de Órrea                                     |          | Riotorto              | |
| Mosteiro de Santa María de Xián                                      |          | Taboada               | |
| Mosteiro de San Vicenzo de Pombeiro                                  | 10. Jh.  | Pantón                | |
| Mosteiro de San Salvador de Vilafrío                                 | 11. Jh.  | Castroverde           | |
| Mosteiro de Santa María de Moreira                                   |          | Castroverde           | |
| Mosteiro de San Martiño de Piñeira                                   |          | A Pobra do Brollón    | |
| Mosteiro de Santa María de Castro de Rei                             |          | Paradela              | |
| Mosteiro de Santa María de Dorna                                     |          | Cervantes             | |
| Mosteiro de Santa María de Penamaior                                 |          | Becerreá              | |
| Mosteiro de San Martiño da Cova                                      |          | O Saviñao             | |
| Mosteiro de San Fiz do Incio                                         |          | O Incio               | |
| Mosteiro de Santa María de Loio                                      |          | Paradela              | |
| Mosteiro de San Fiz do Ermo                                          |          | Guntín                | |
| Mosteiro de Santiago de Lousada                                      |          | Carballedo            | |
| Mosteiro de San Vitorio de Ribas de Miño                             |          | O Saviñao             | |
| Mosteiro de San Clodio de Ribas de Sil                               |          | Ribas de Sil          | |
| Colexiata de Santa María de Ribadeo                                  |          | Ribadeo               | |

## Ourense
| Name                                               | Gründung    | Ort                     | Anmerkungen                                                                                           |
| -------------------------------------------------- | ----------- | ----------------------- | --- |
| Mosteiro de São Salvador de Celanova               | 9. Jh.      | Celanova                | |
| Mosteiro de São Clodio                             | 10. Jh.     | Leiro                   | |
| Mosteiro de Santa Maria de Melón                   | 12. Jh.     | Melón                   | |
| Mosteiro de Santa Maria de Montederramo            | 10. Jh.     | Montederramo            | |
| Convento de São Francisco (Ourense)                | 14. Jh.     | Ourense                 | |
| Mosteiro de São Salvador de Sobrado de Trives      | 12. Jh.     | Pobra de Trives         | |
| Convento de São Domingo (Ribadavia)                | 13. Jh.     | Ribadavia               | |
| Mosteiro de Francelos                              | 9. Jh.      | Ribadavia               | Beim Bau wurden vorromanische dekorative und architektonische Elemente der Vorgängerbauten verwendet. |
| Convento de São Francisco (Ribadavia)              | 17. Jh.     | Ribadavia               | |
| Mosteiro de Santa Maria de Oseira                  | 12. Jh.     | San Cristovo de Cea     | |
| Mosteiro de São Paio de Abeleda                    | 12. Jh.     | Castro Caldelas         | Nur als Ruine vorhanden.                                                                              |
| Mosteiro de São Trocado de Bande                   | 7. Jh.      | Bande                   | Die Kirche ist das einzige erhaltene Gebäude eines vorromanischen Klosters.                           |
| Mosteiro de Santo Estevo de Ribas de Sil           | 12. Jh.     | Nogueira de Ramuín      | |
| Mosteiro de São Miguel de Xagoaza                  | 12.–13. Jh. | O Barco de Valdeorras   | |
| Mosteiro de São Pedro de Lobás                     |             | O Carballiño            | |
| Mosteiro do Bon Xesús de Trandeiras                | 16. Jh.     | Xinzo de Limia          | |
| Mosteiro de Santa Maria de Xunqueira de Espadanedo | 12. Jh.     | Xunqueira de Espadanedo | |
| Mosteiro de São Pedro de Ramirás                   | 10. Jh.     | Ramirás                 | |
| Mosteiro de São Pedro de Rocas                     | 17. Jh.     | Esgos                   | |
| Mosteiro de Santa Maria de Xunqueira de Ambía      | 10. Jh.     | Xunqueira de Ambía      | |
| Mosteiro de Santa Comba de Naves                   | 9. Jh.      | Ourense                 | |
| Mosteiro de Santa Clara de Allariz                 | 13. Jh.     | Allariz                 | |
| Mosteiro de Porqueira                              | 12. Jh.     | Xinzo de Limia          | |
| Mosteiro de San Paio de Bóveda                     |             | Amoeiro                 | |
| Mosteiro de San Salvador de Arnoia                 | 9. Jh.-1225 | A Arnoia                | |
| Mosteiro de Santa María de Ribeira                 | 10. Jh.     | Xinzo de Limia          | |
| Mosteiro de Santa Mariña de Asadur                 |             | Maceda                  | |
| Mosteiro de Santa María de Barcia                  | ? – 1159    | Melón                   | |
| Mosteiro de San Adrao de Ribas de Sil              |             | Parada de Sil           | |
| Mosteiro de San Cibrao de Ribas de Sil             |             | Parada de Sil           | |
| Mosteiro de San Miguel de Ribas de Sil             |             | Parada de Sil           | |
| Mosteiro de Santa María de Porqueira               |             | Porqueira               | |
| Mosteiro de San Salvador de Armeses                |             | Maside                  | |
| Mosteiro de San Lourenzo de Ribas de Sil           |             | Parada de Sil           | |
| Mosteiro de Santa María de Codosedo                |             | Sarreaus                | |
| Mosteiro de San Munio de Veiga                     |             | A Bola                  | |
| Mosteiro de Santa Mariña de Augas Santas           |             | Allariz                 | |
| Mosteiro de San Xoán de Camba                      |             | Castro Caldelas         | |
| Mosteiro de Santa María do Pao                     |             | Gomesende               | |
| Mosteiro de San Xoán de Servoi                     |             | Castrelo do Val         | |
| Mosteiro de San Breixo de Trives                   |             | Pobra de Trives         | |
| Mosteiro de San Salvador de Vilaza                 |             | Verín                   | |

## Pontevedra
| Name                                       | Gründung     | Ort                  | Anmerkungen                                    |
| ------------------------------------------ | ------------ | -------------------- | ---------------------------------------------- |
| Mosteiro de São Pedro de Tenorio           | 10. Jh.      | Cotobade             |                                                |
| Mosteiro de São Pedro de Vilanova de Dozón | 12. Jh.      | Dozón                | Die Kirche ist das einzige Überbleibsel.       |
| Mosteiro de Santa Maria de Aciveiro        | 12. Jh.      | Forcarei             |                                                |
| Mosteiro de Santa Maria de Armenteira      | 12. Jh.      | Meis                 |                                                |
| Mosteiro de Santa Maria de Oia             | 12. Jh.      | Oia                  |                                                |
| Convento de São Xoán de Poio               | 7. Jh.       | Poio                 |                                                |
| Convento de São Francisco de Pontevedra    | 13. Jh.      | Pontevedra           |                                                |
| Mosteiro de São Salvador de Lérez          | 10. Jh.      | Pontevedra           |                                                |
| Convento de Santa Clara de Pontevedra      | 14. Jh.      | Pontevedra           |                                                |
| Convento de Santa Clara (Tui)              | um 1524      | Tui                  | Auch bekannt als der Konvent der Geschlossenen |
| Convento de Francisco (Tui)                |              | Tui                  | Die Kirche ist das einzige Überbleibsel.       |
| Convento de Vista Alegre                   | 17. Jh.      | Vilagarcía de Arousa |                                                |
| Mosteiro de São Lourenzo de Carboeiro      | 10. Jh.      | Silleda              |                                                |
| Mosteiro de São Pedro de Ansemil           | 9. Jh.       | Silleda              | Die Kirche ist das einzige Überbleibsel.       |
| Mosteiro de São Salvador de Caamanzo       | 12. Jh.      | Vila de Cruces       | Die Kirche ist das einzige Überbleibsel.       |
| Mosteiro de Santa Maria da Franqueira      | 11. Jh.      | A Cañiza             |                                                |
| Mosteiro de São Domingos (Tui)             | 14. Jh.      | Tui                  |                                                |
| Mosteiro de Santo Estevo de Casteláns      | 12. Jh.      | Covelo               |                                                |
| Mosteiro de São Domingos (Pontevedra)      | 14. Jh.      | Pontevedra           |                                                |
| Mosteiro da Visitação das Salesas Reais    | 20. Jh.      | Vigo                 |                                                |
| Mosteiro de São Ciprián de Calogo          | 9. Jh.       | Vilanova de Arousa   |                                                |
| Convento de São Francisco (Vigo)           | 17. Jh.      | Vigo                 |                                                |
| Mosteiro de São Salvador de Coruxo         | 14. Jh.      | Vigo                 |                                                |
| Mosteiro de Santa María de Tomiño          |              | Tomiño               |                                                |
| Mosteiro de San Salvador de Barrantes      | 12. Jh.      | Tomiño               |                                                |
| Mosteiro de Santiago de Ermelo             |              | Bueu                 |                                                |
| Mosteiro de San Miguel de Couselo          |              | Cuntis               |                                                |
| Mosteiro de San Bartolomeu de Rebordáns    |              | Tui                  |                                                |
| Mosteiro de San Xurxo de Codeseda          |              | A Estrada (Galiza)   |                                                |
| Mosteiro de Santa Baia das Donas           |              | Gondomar             |                                                |
| Mosteiro de Santo André de Órrea           |              | Agolada              |                                                |
| Mosteiro de San Salvador de Budiño         |              | Porriño              |                                                |
| Mosteiro de San Miguel de Cans             | bis ca. 1156 | Porriño              |                                                |
| Mosteiro de San Salvador de Toiriz         |              | Vila de Cruces       |                                                |
| Mosteiro de Santa María de Nogueira        |              | Meis                 |                                                |
| Mosteiro de San Pedro de Crecente          |              | Crecente             |                                                |
| Mosteiro de Santa Comba de Louro           |              | Valga                |                                                |
| Colexiata de Santa María de Baiona         |              | Baiona               |                                                |
| Colexiata de Santa María de Vigo           |              | Vigo                 |                                                |
| Colexiata de Santiago de Cangas            |              | Cangas               |                                                |
| Mosteiro de Santo André de Barrantes       |              | Ribadumia            |                                                |
| Mosteiro de Santo Tomé de Piñeiro          |              | Marín                |                                                |

## Fotogalerie

### Provinz: A Coruña
Alphabetisch sortiert nach der Gemeinde, in der sie sich befinden.

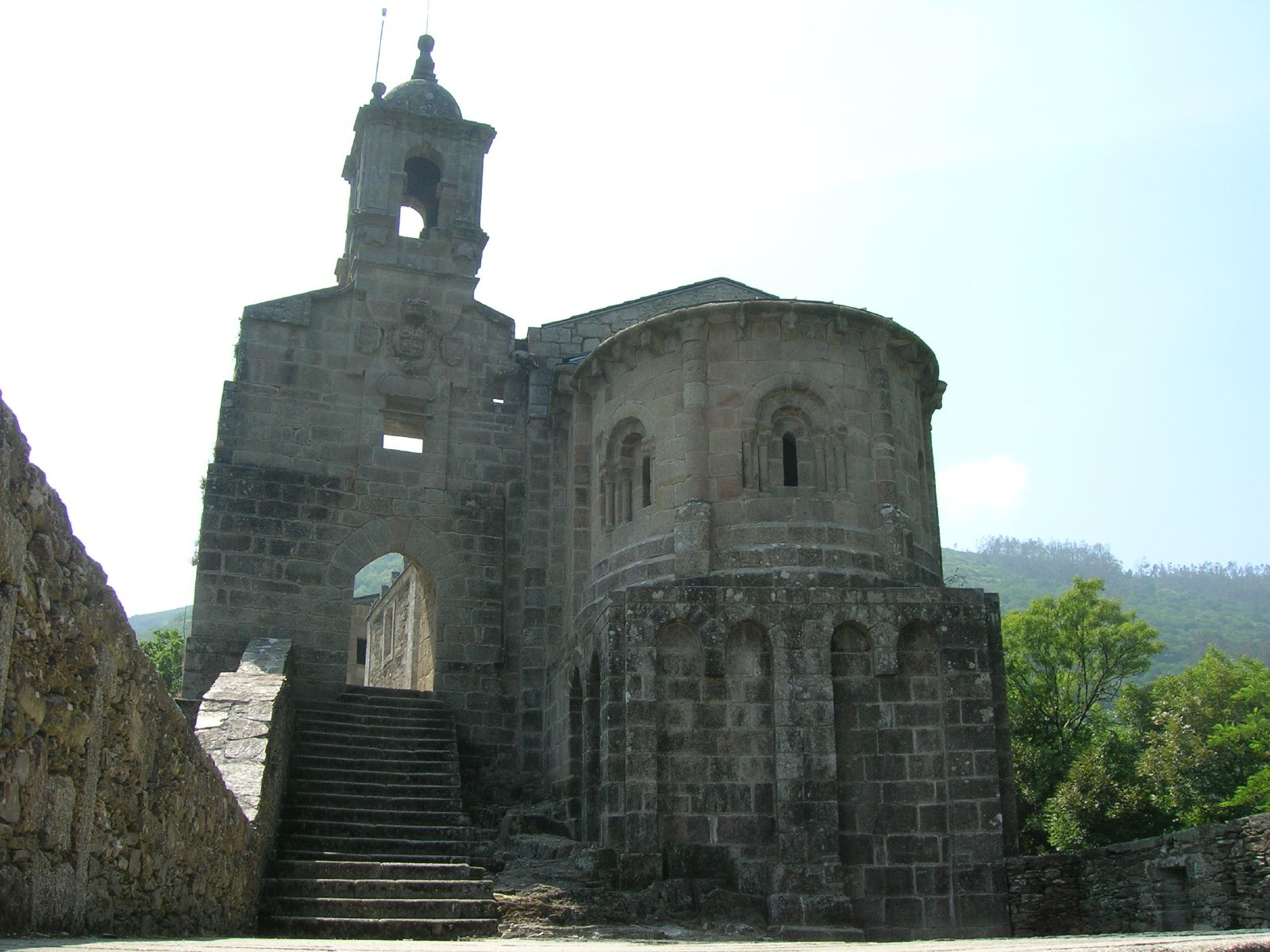
Kloster São João de Caaveiro
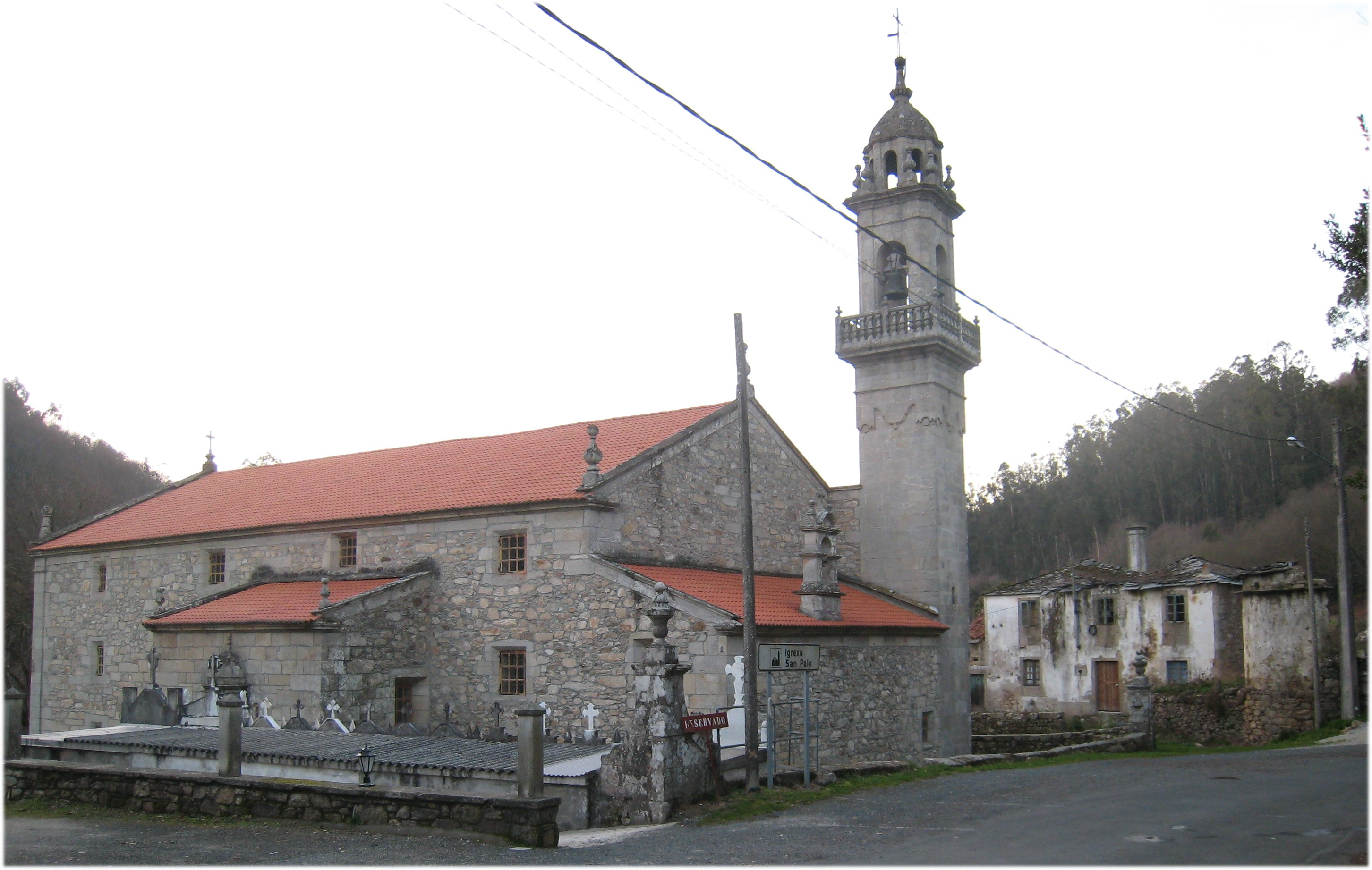
Mosteiro de San Paio de Aranga
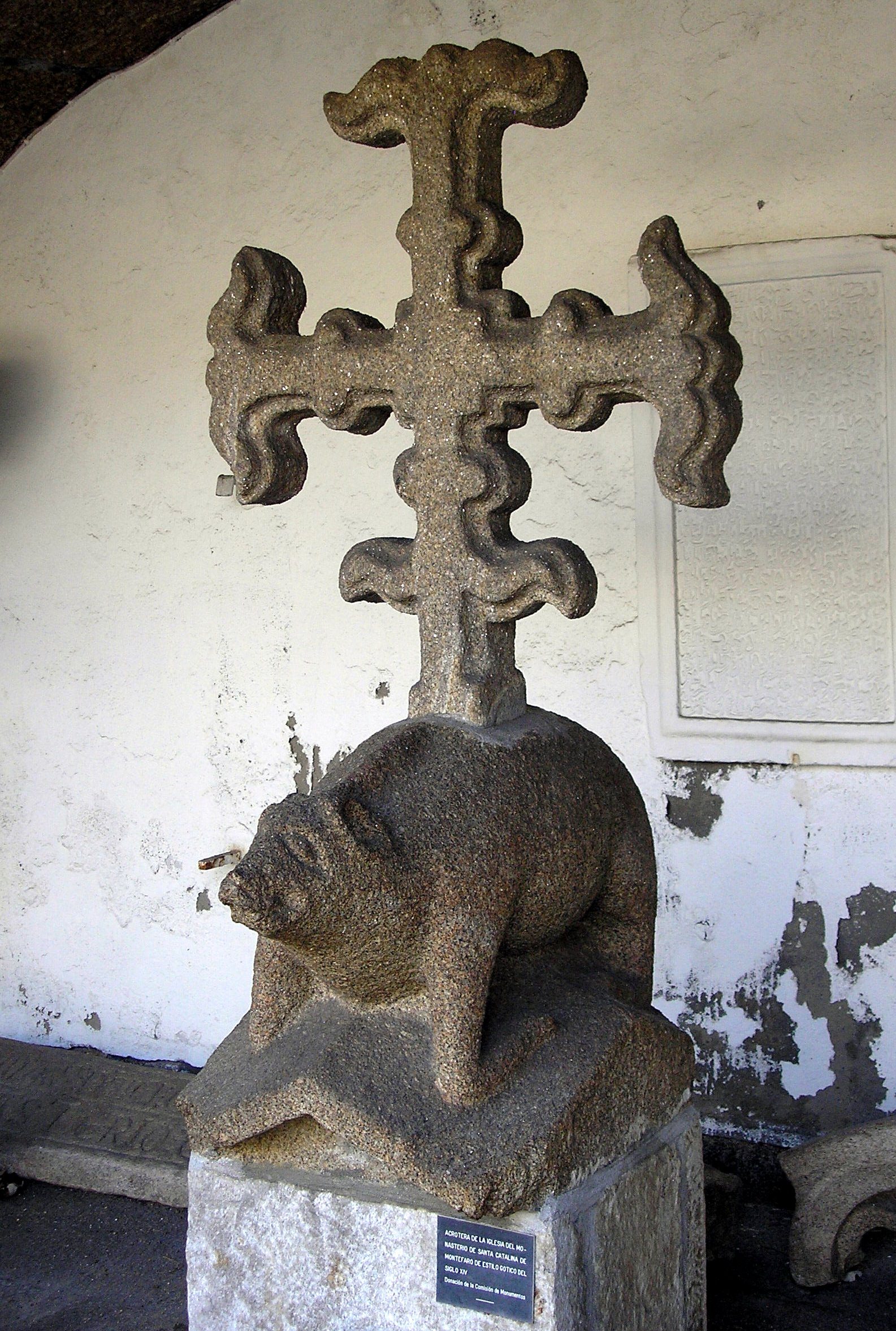
Mosteiro de Santa Catalina de Montefaro
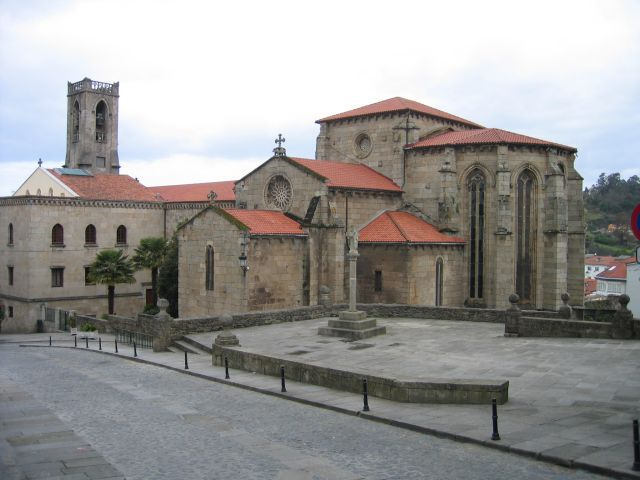
Convento de São Francisco (Betanzos)
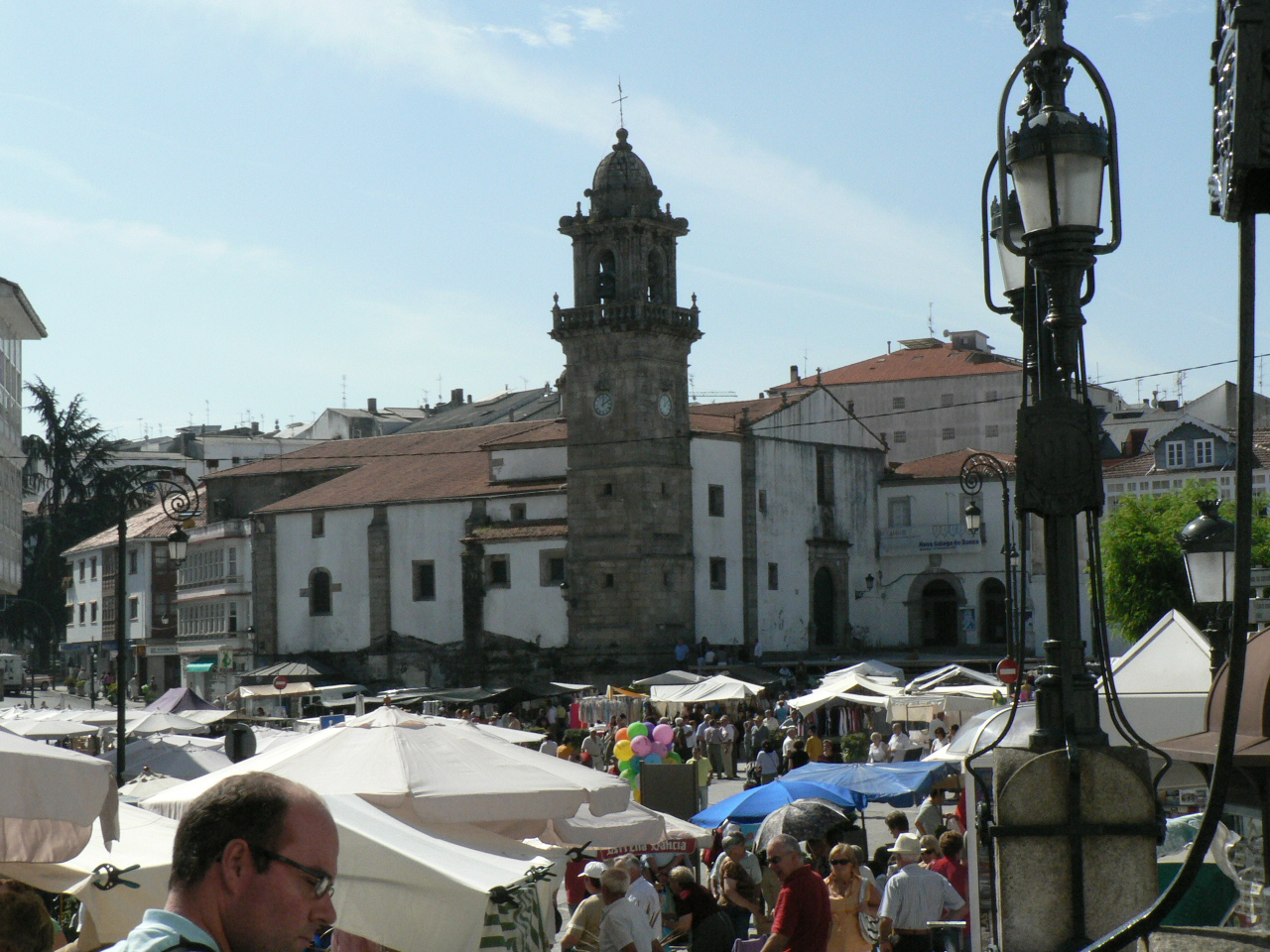
Convento de Santo Domingo de Betanzos
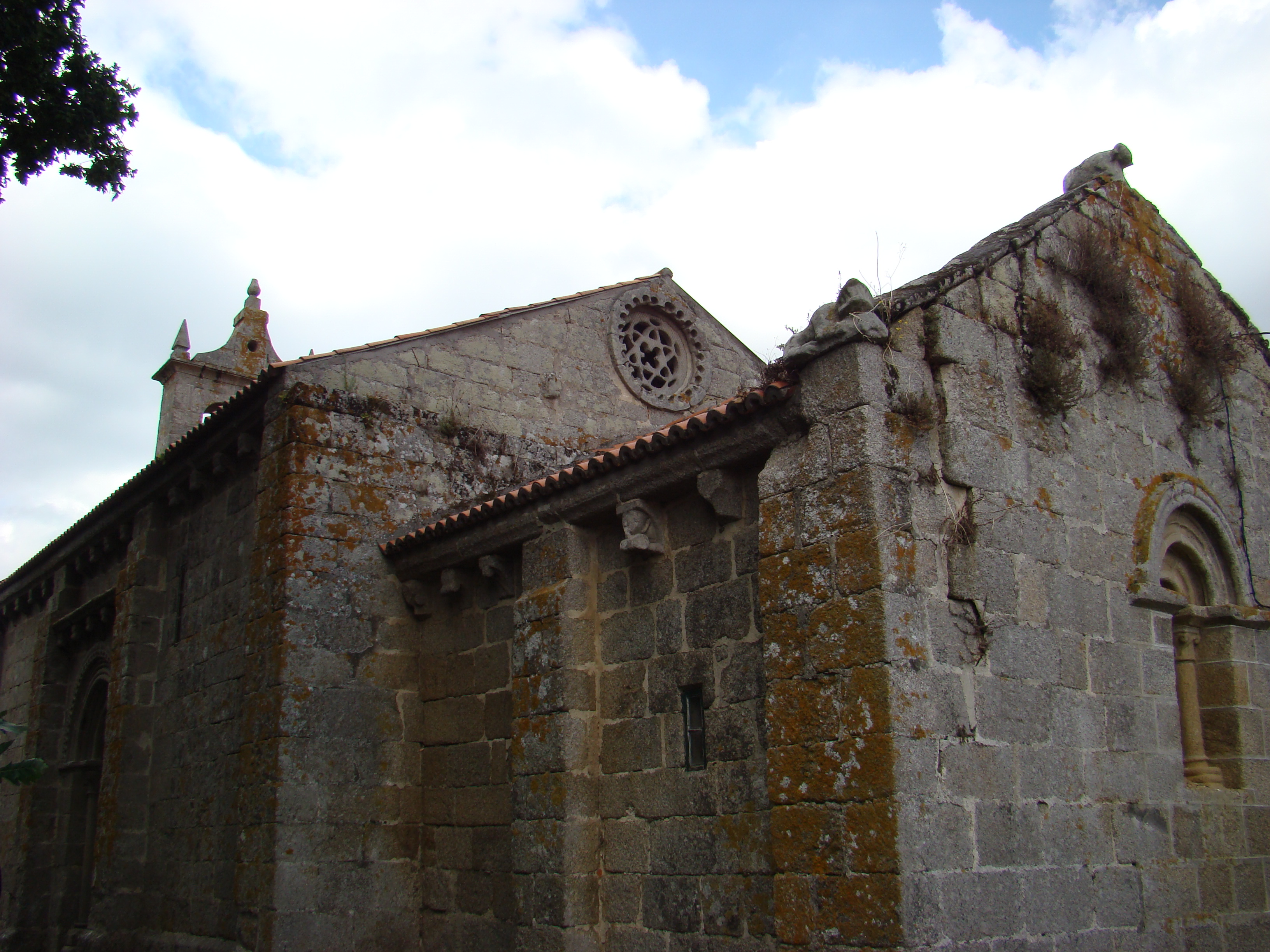
Mosteiro de San Martiño de Tiobre
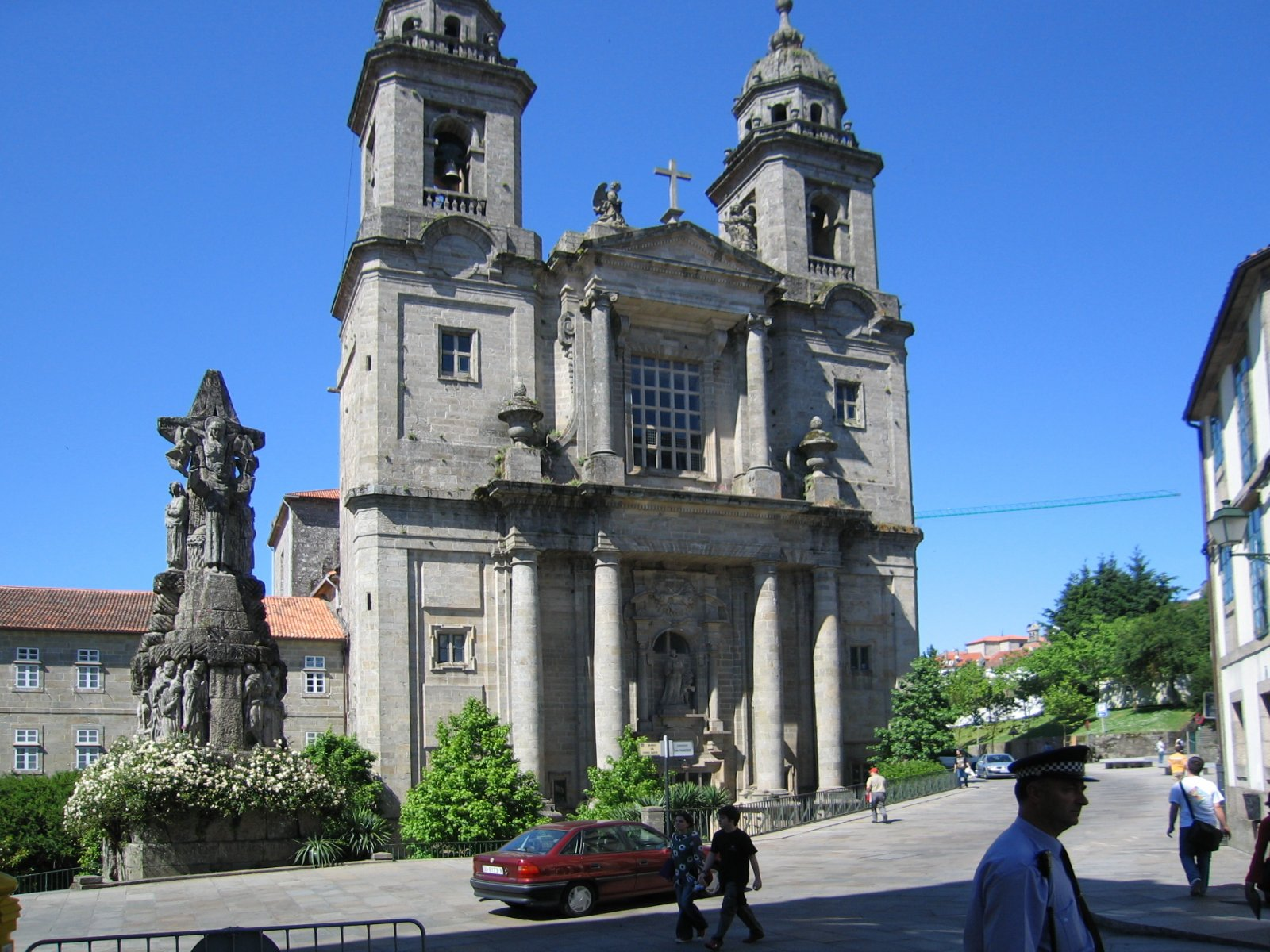
Convento de São Francisco do Val de Deus
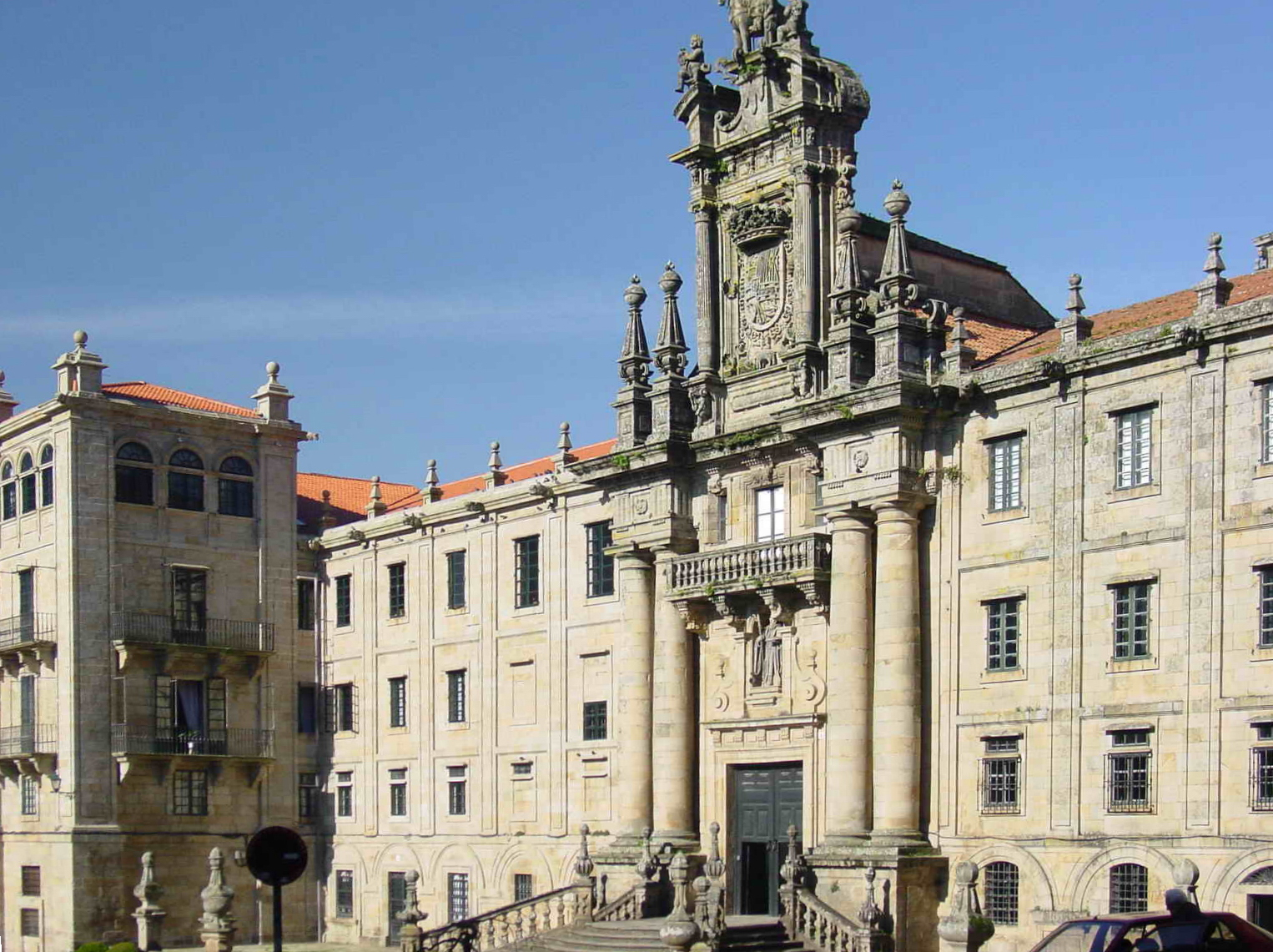
Mosteiro de São Martiño Pinario
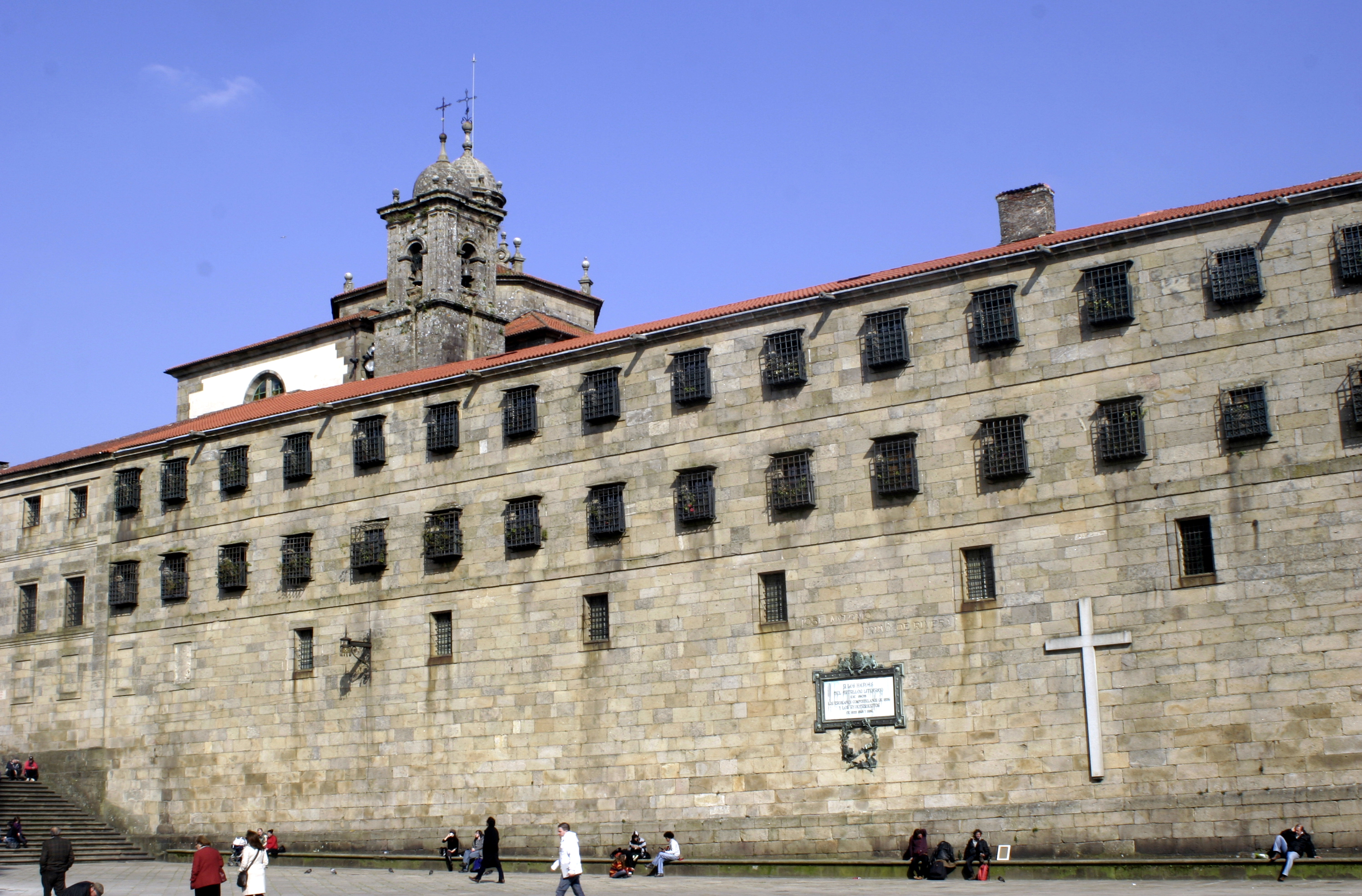
Convento de São Paio de Antealtares
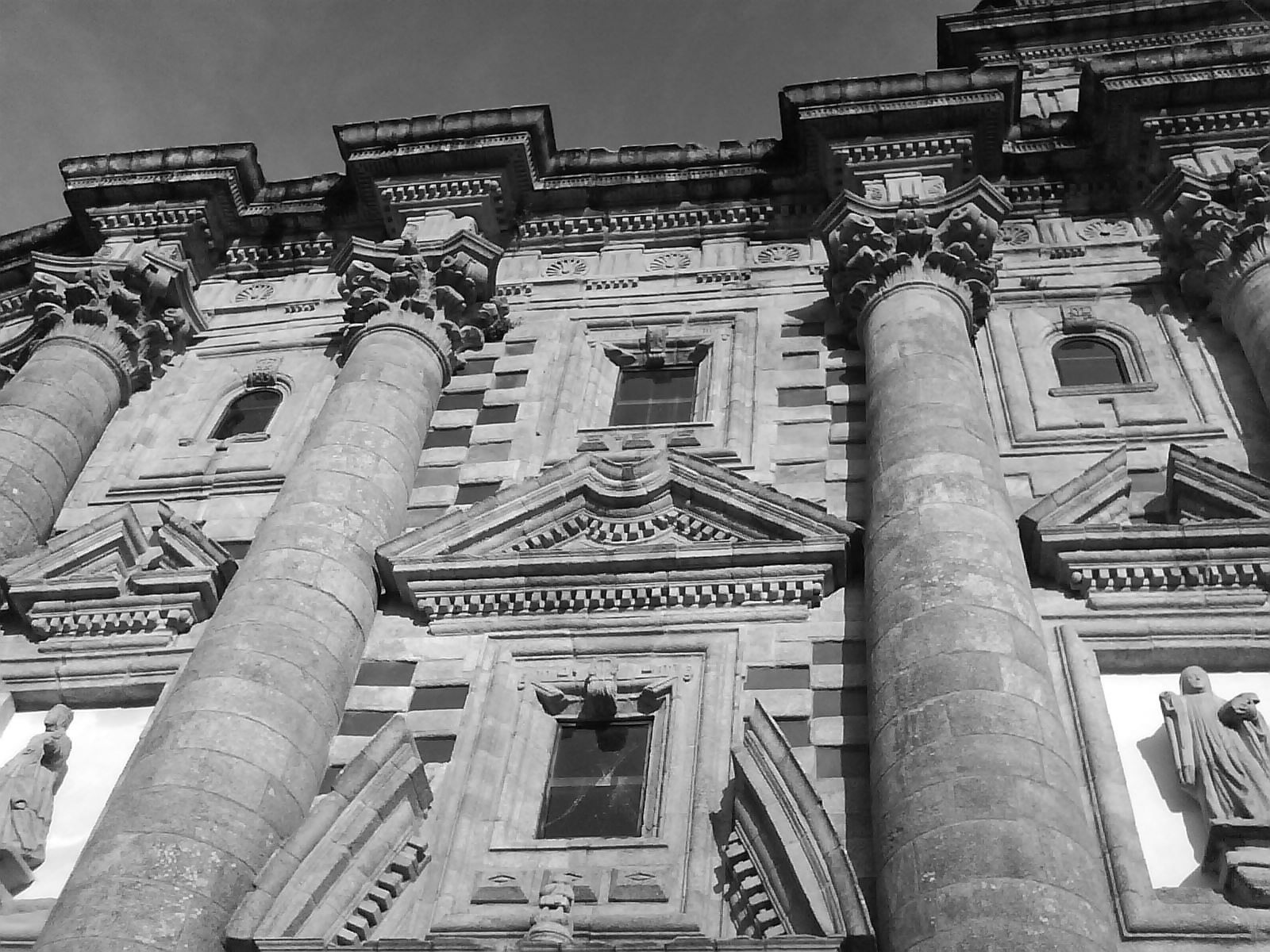
Mosteiro de Monfero
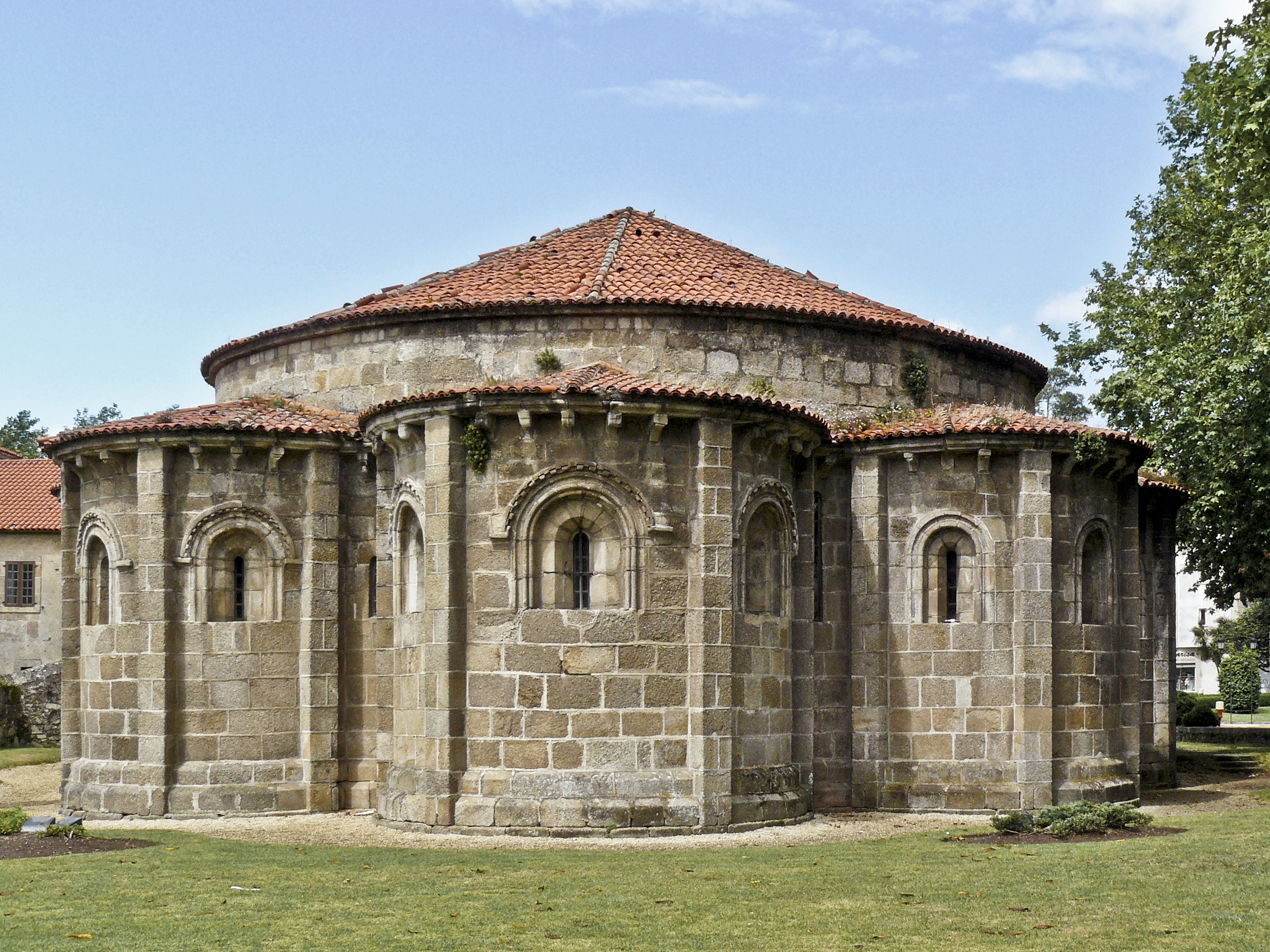
Mosteiro de Santa Maria de Cambre
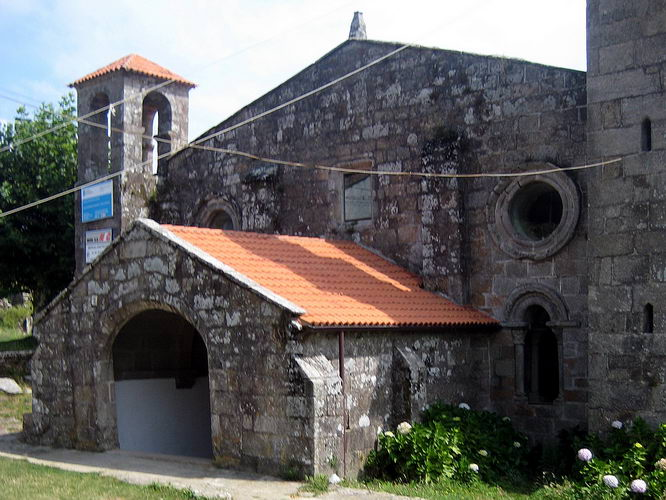
Mosteiro de São Xulián de Moraime
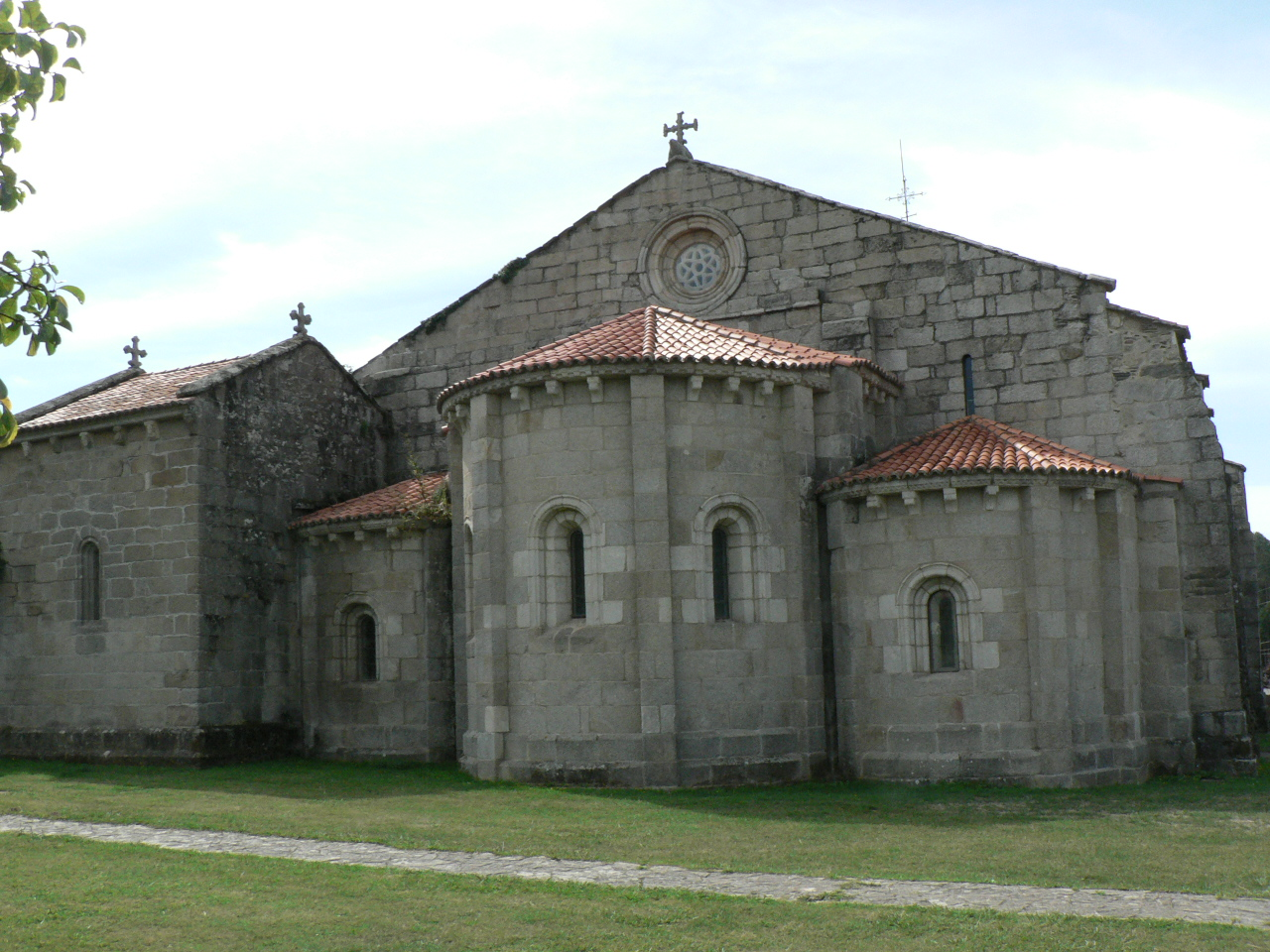
Mosteiro de São Salvador de Bergondo
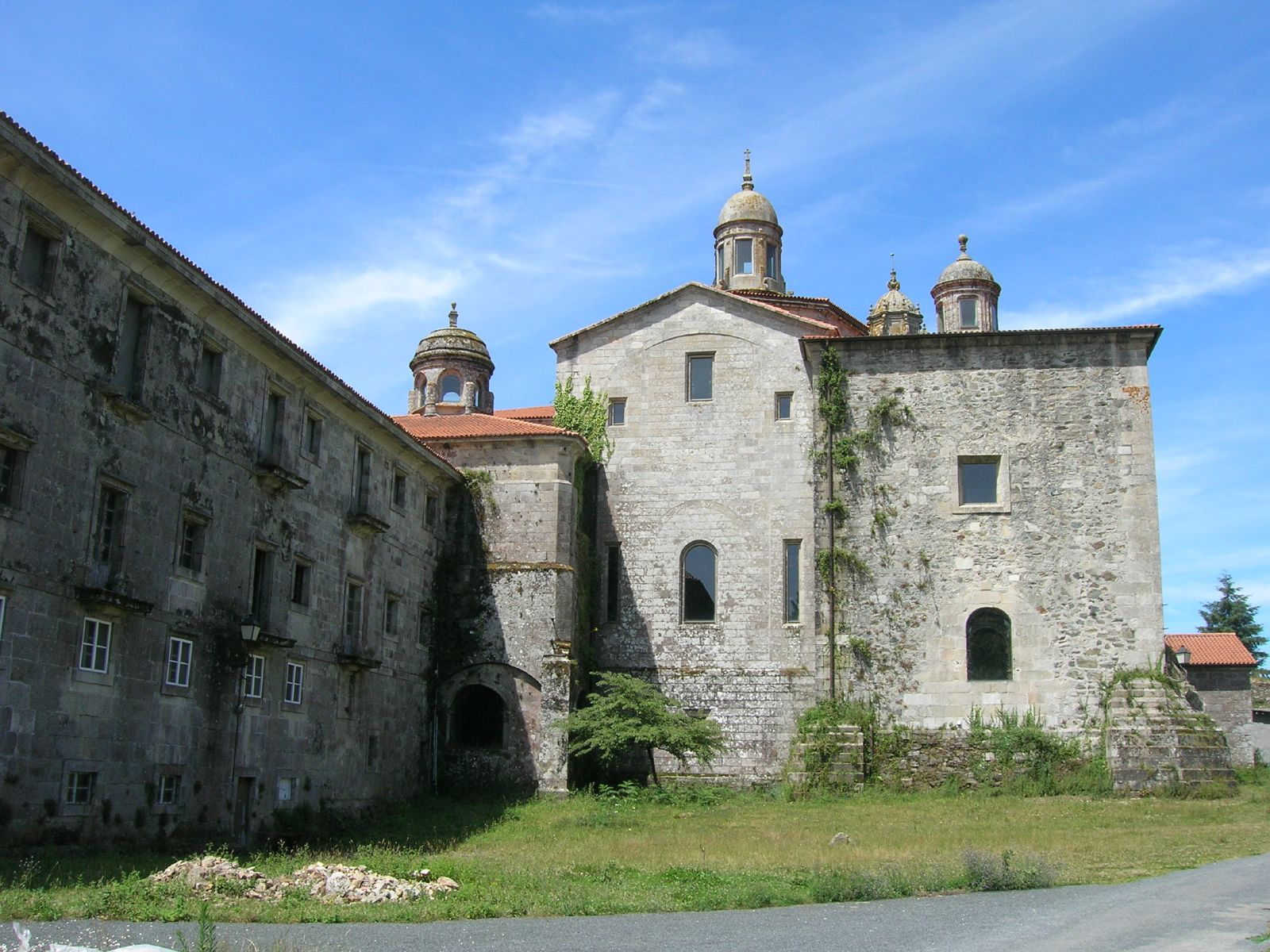
Mosteiro de Santa Maria de Sobrado dos Monxes
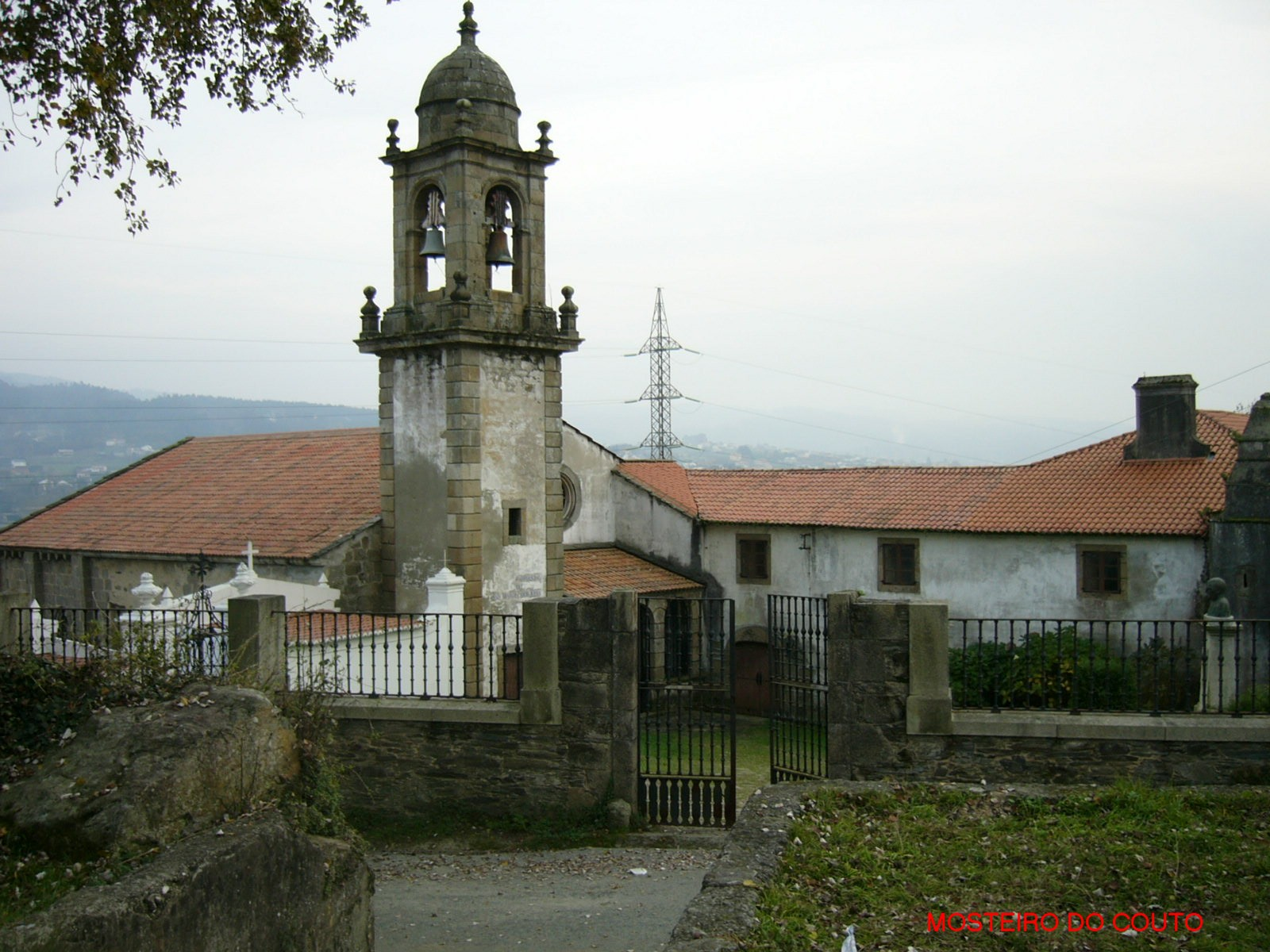
Mosteiro de São Martiño de Xubia
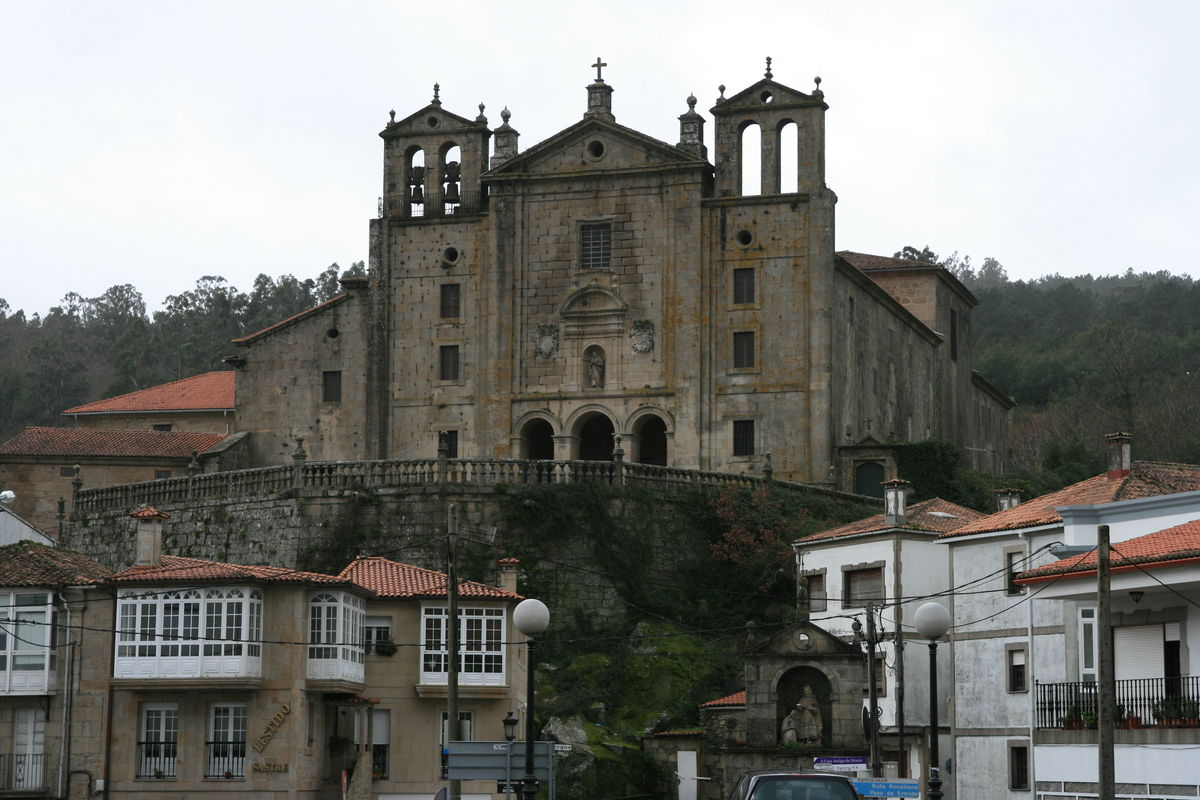
Convento do Carme (Padrón)
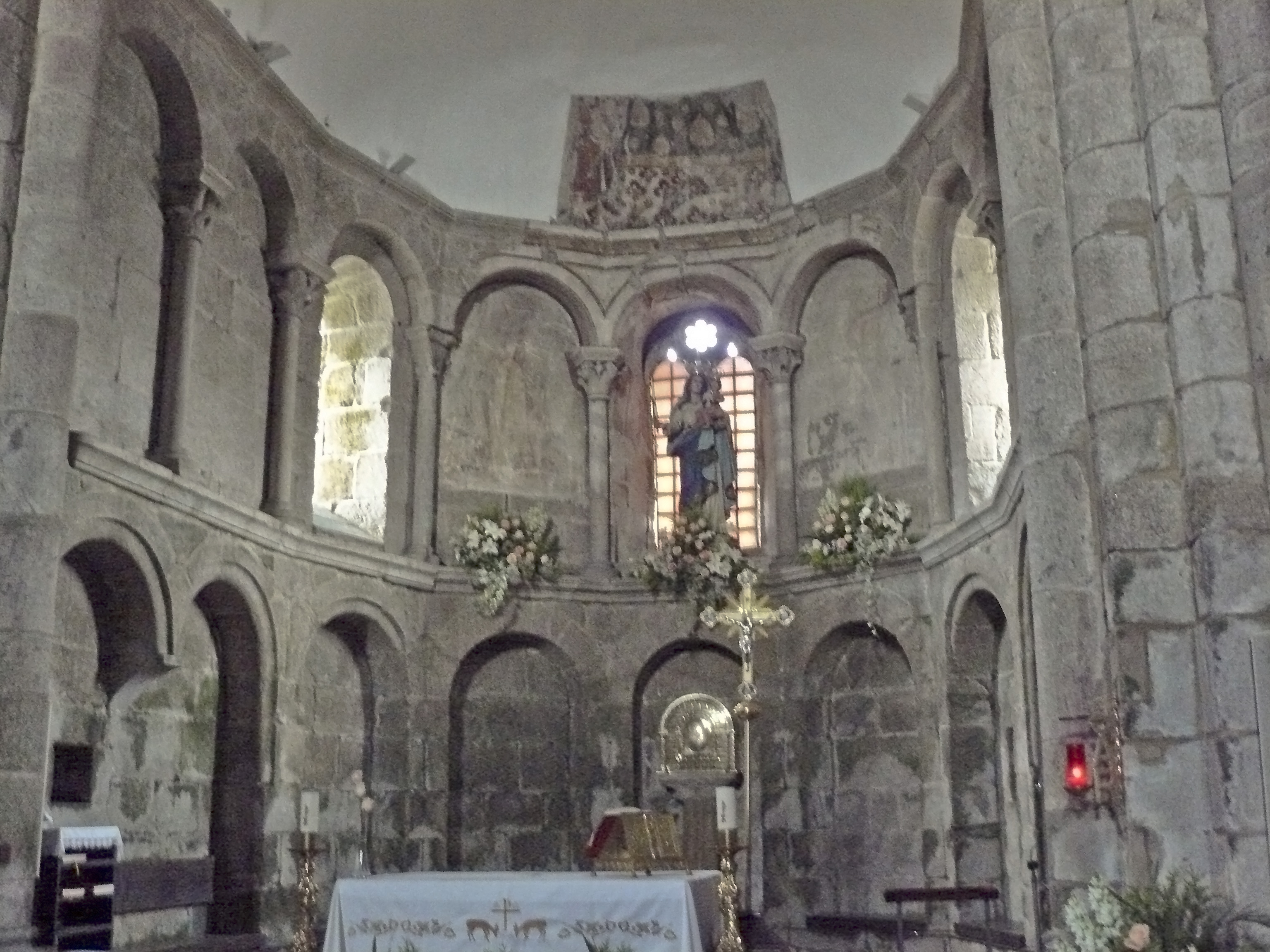
Colexiata de Santa Maria de Sar
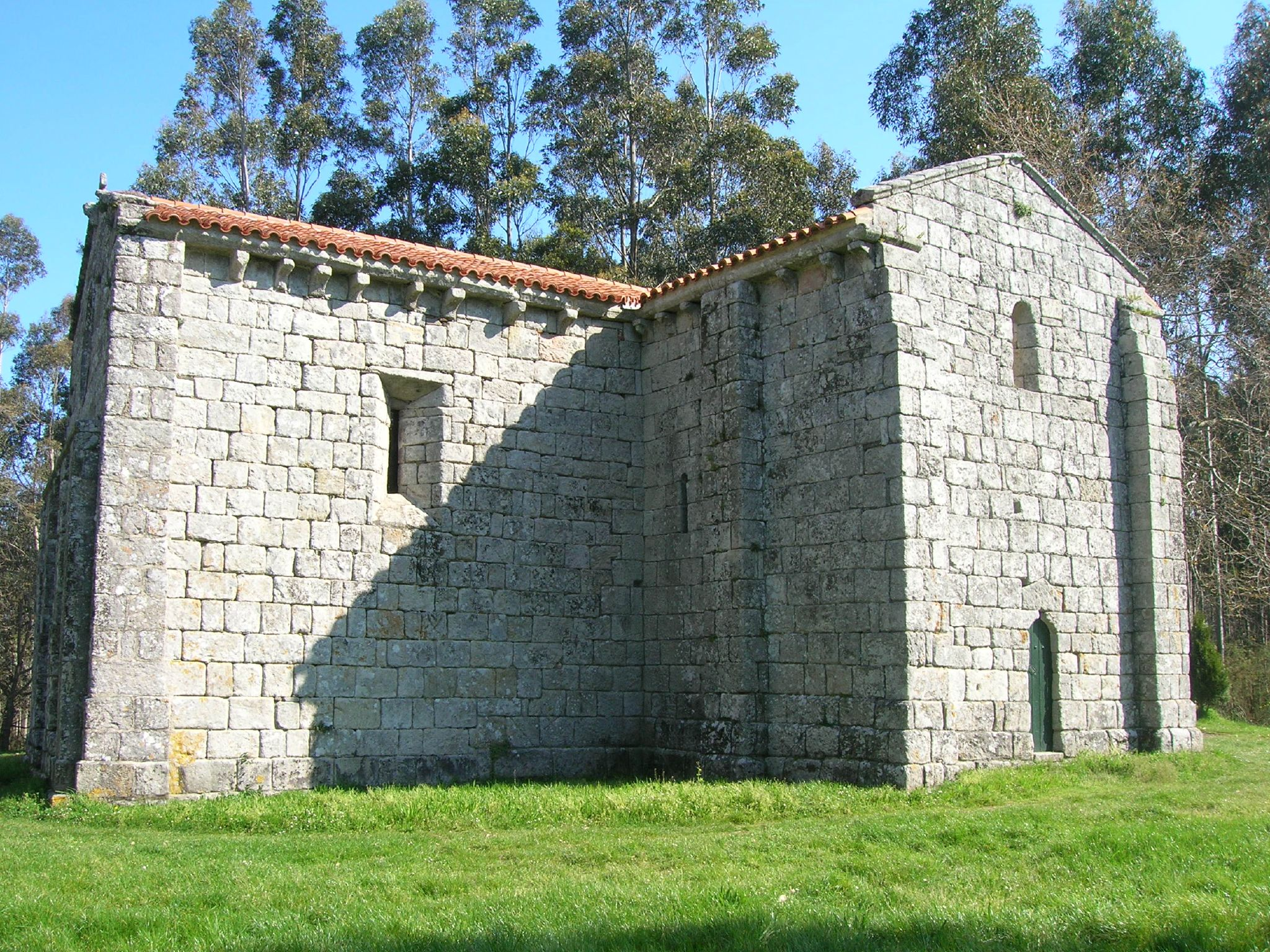
Mosteiro de São Miguel de Breamo
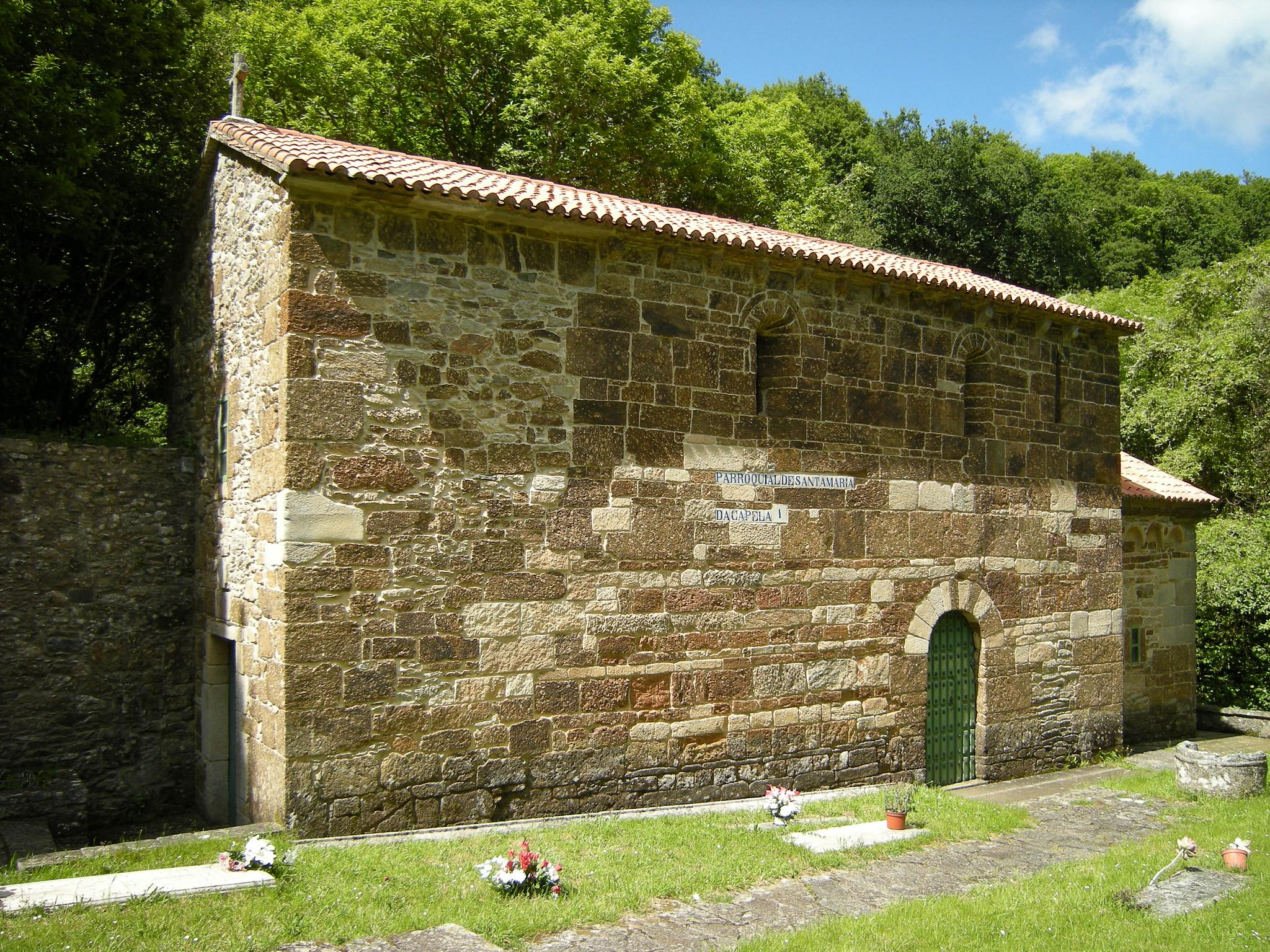
Mosteiro de Santo Antolín de Toques
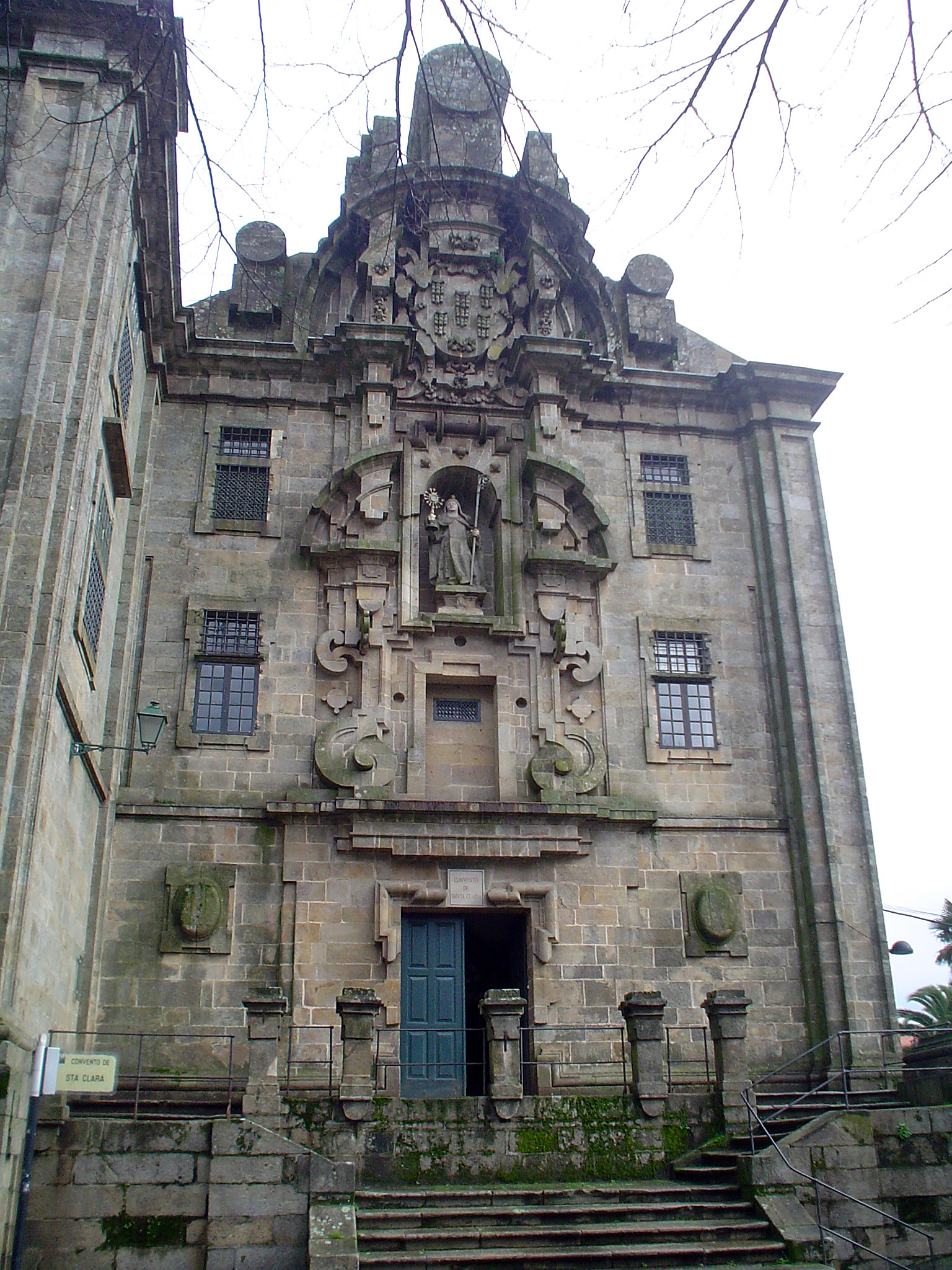
Convento de Santa Clara (Santiago de Compostela)
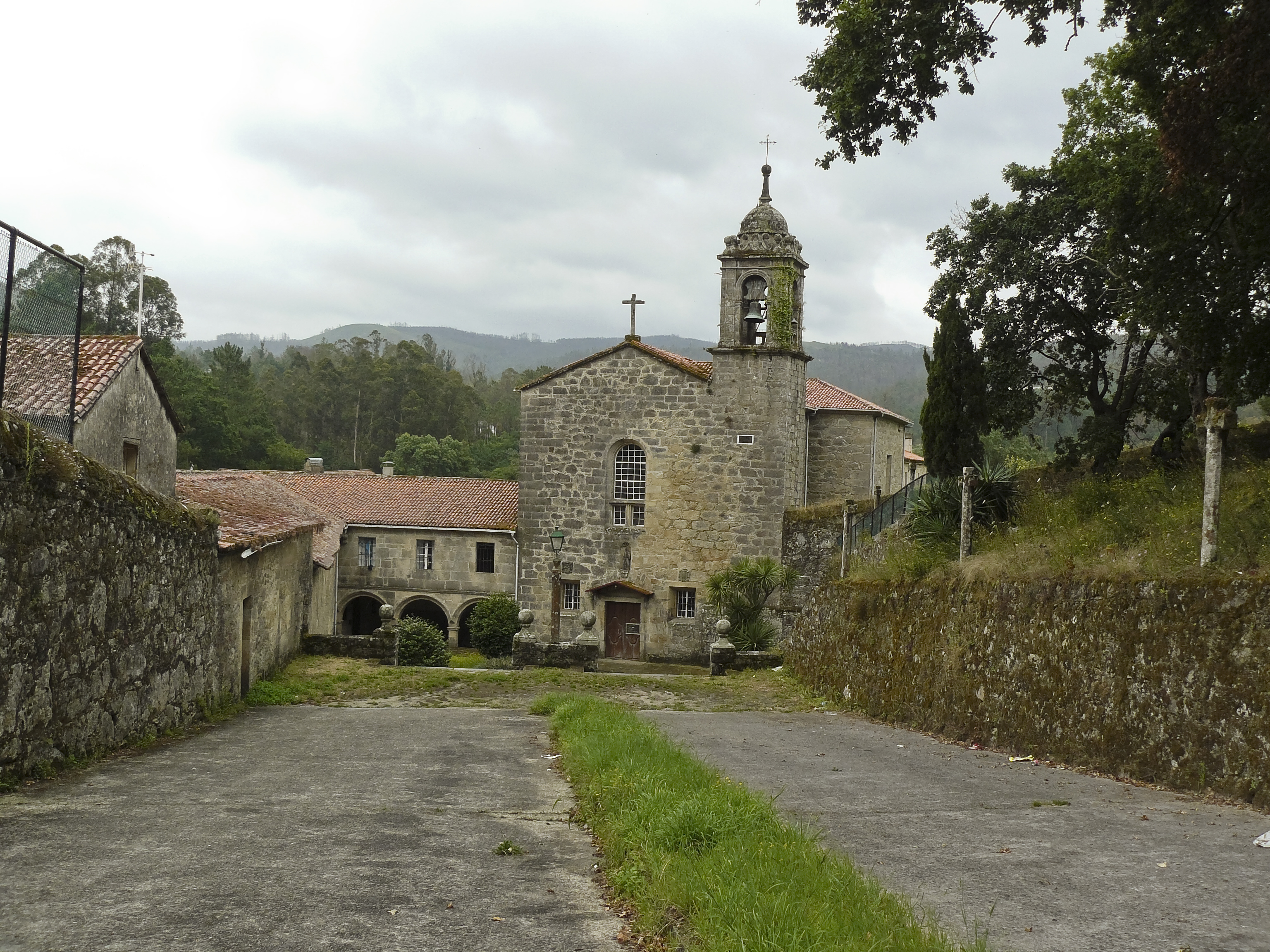
Convento de San Francisco de Herbón
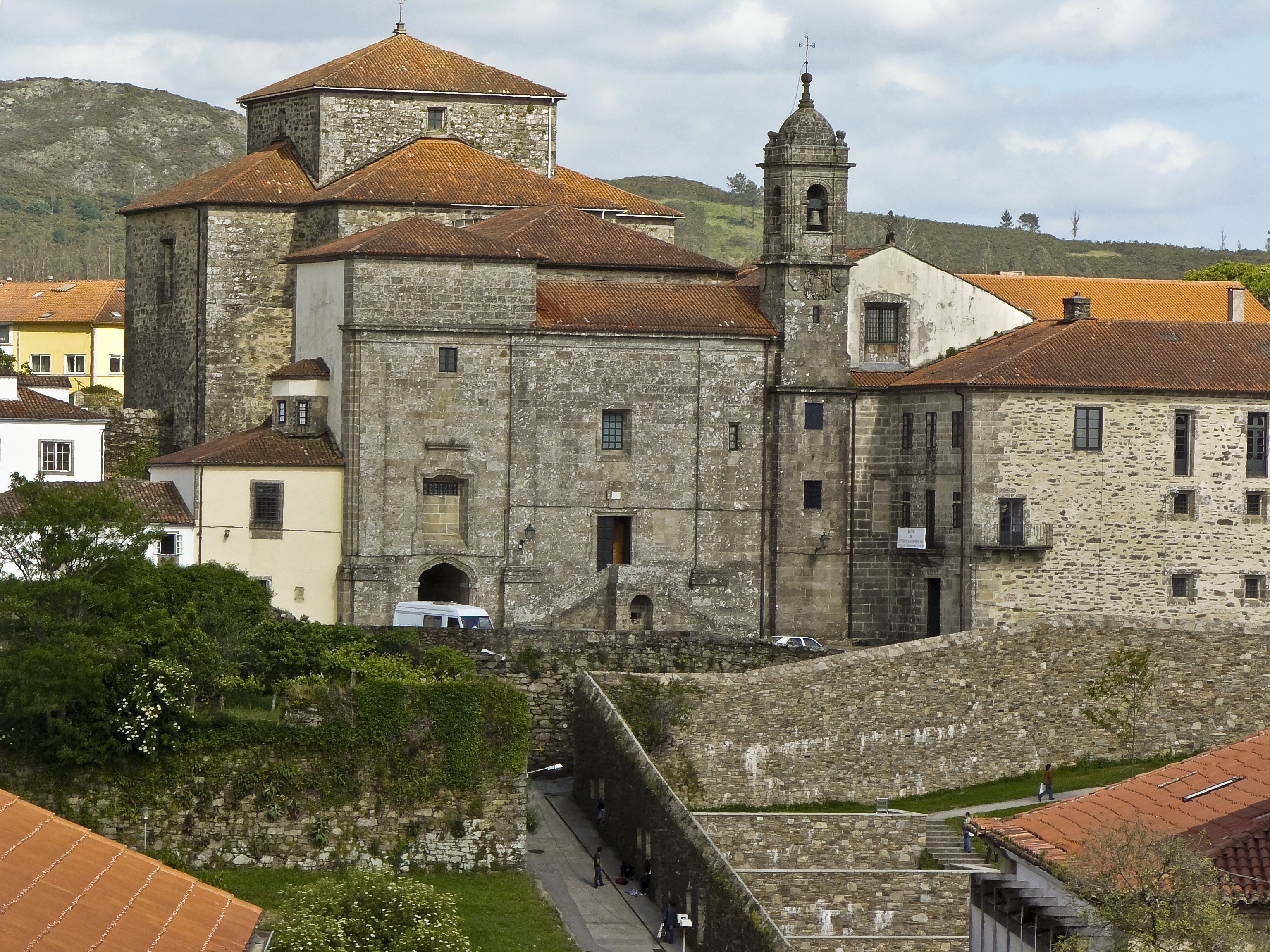
Kloster Belvís

### Provinz: Lugo

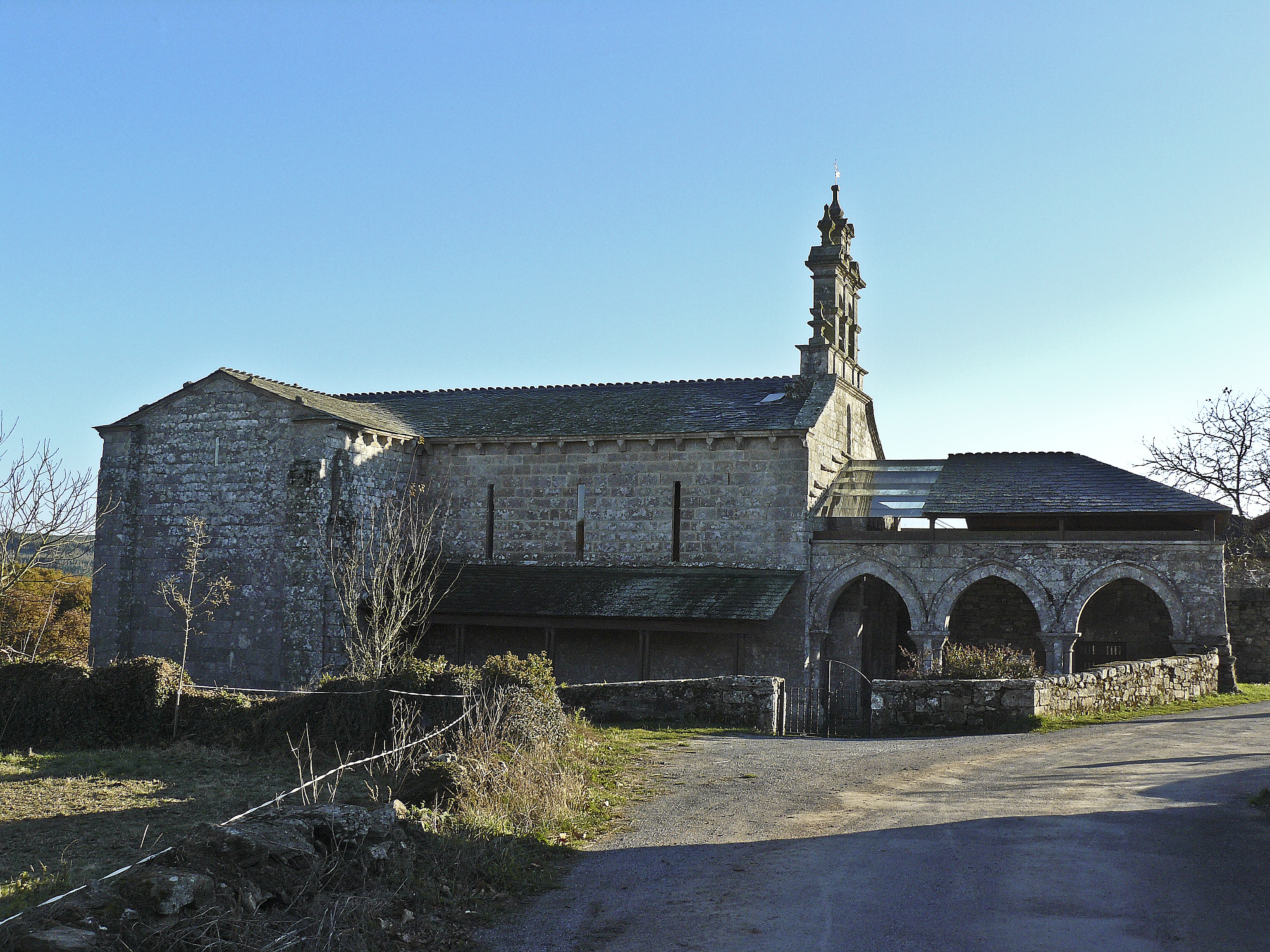
Mosteiro de Vilar de Donas
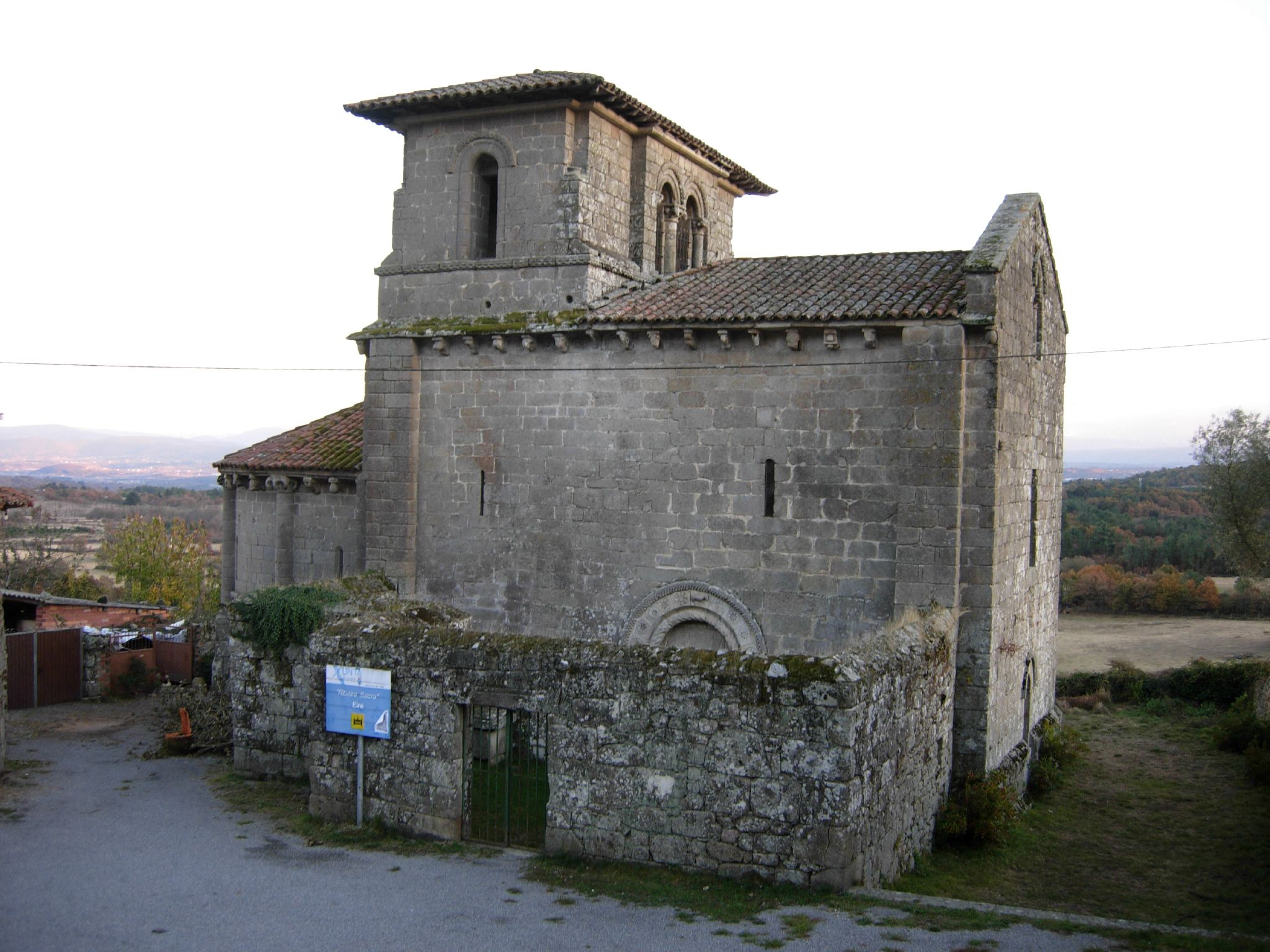
Mosteiro de São Miguel de Eiré
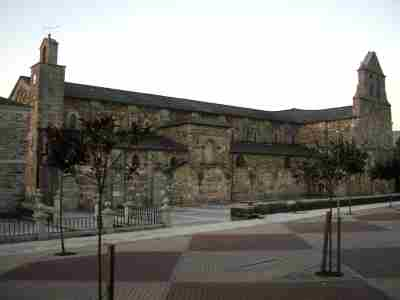
Mosteiro de Santa Maria de Meira
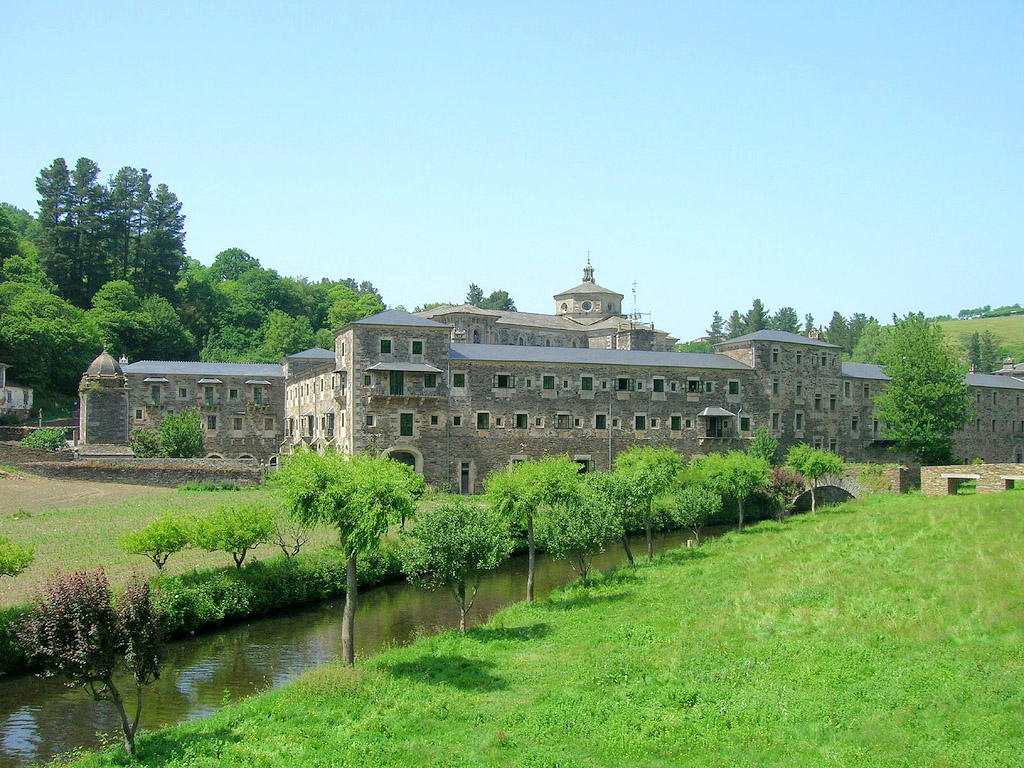
Mosteiro de São Julião de Samos
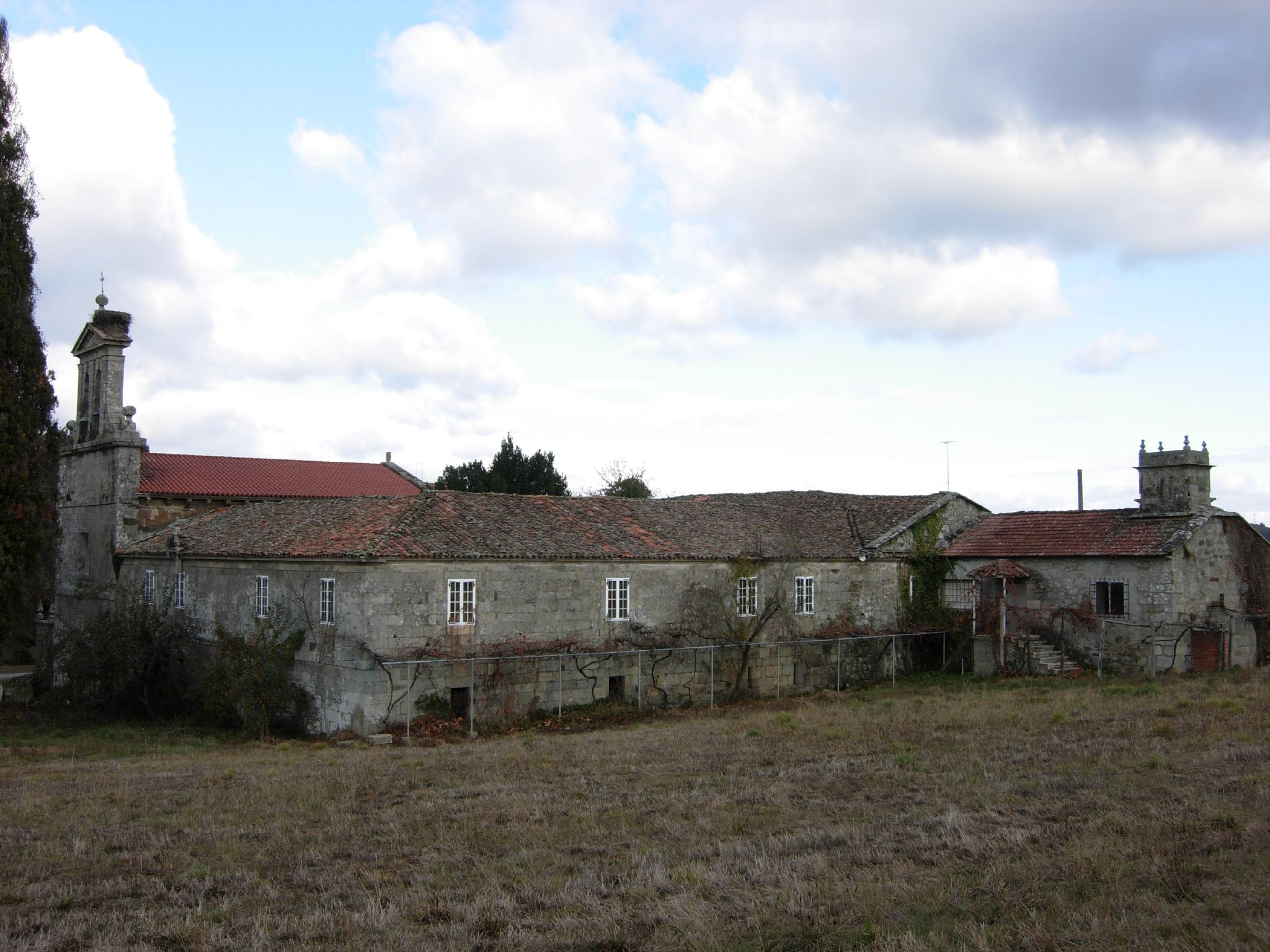
Mosteiro de São Salvador de Asma
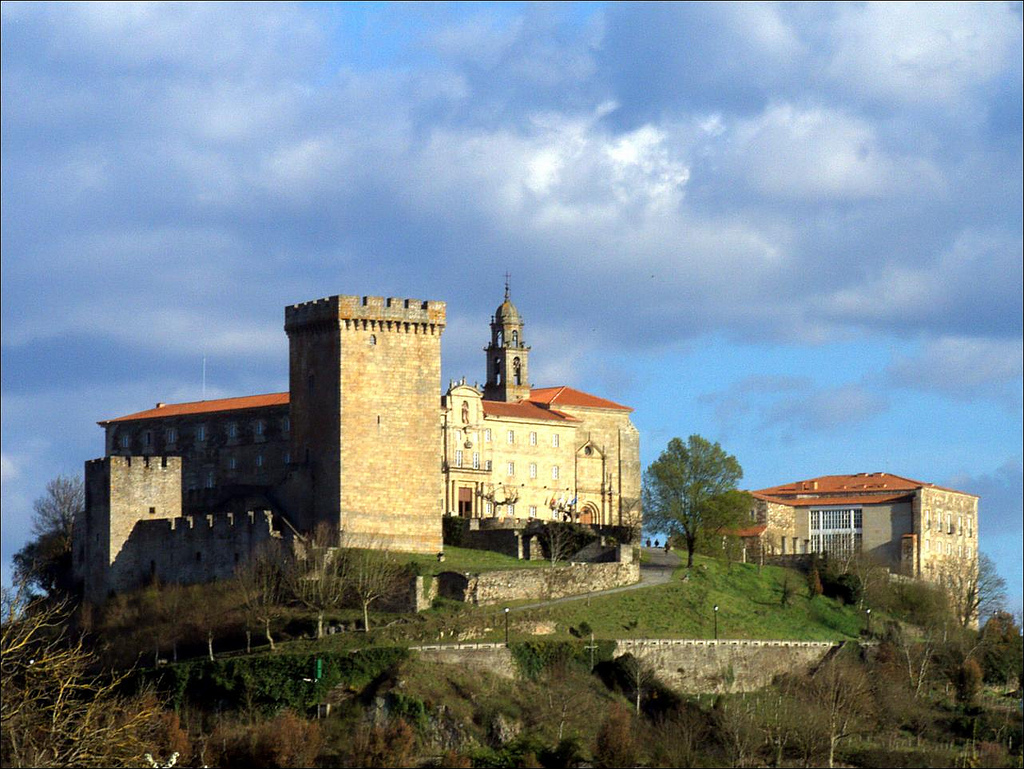
Mosteiro de São Vicente do Pino
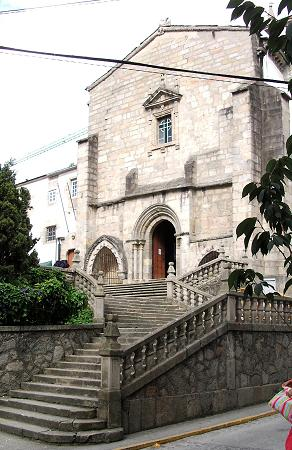
Convento de São Francisco (Viveiro)
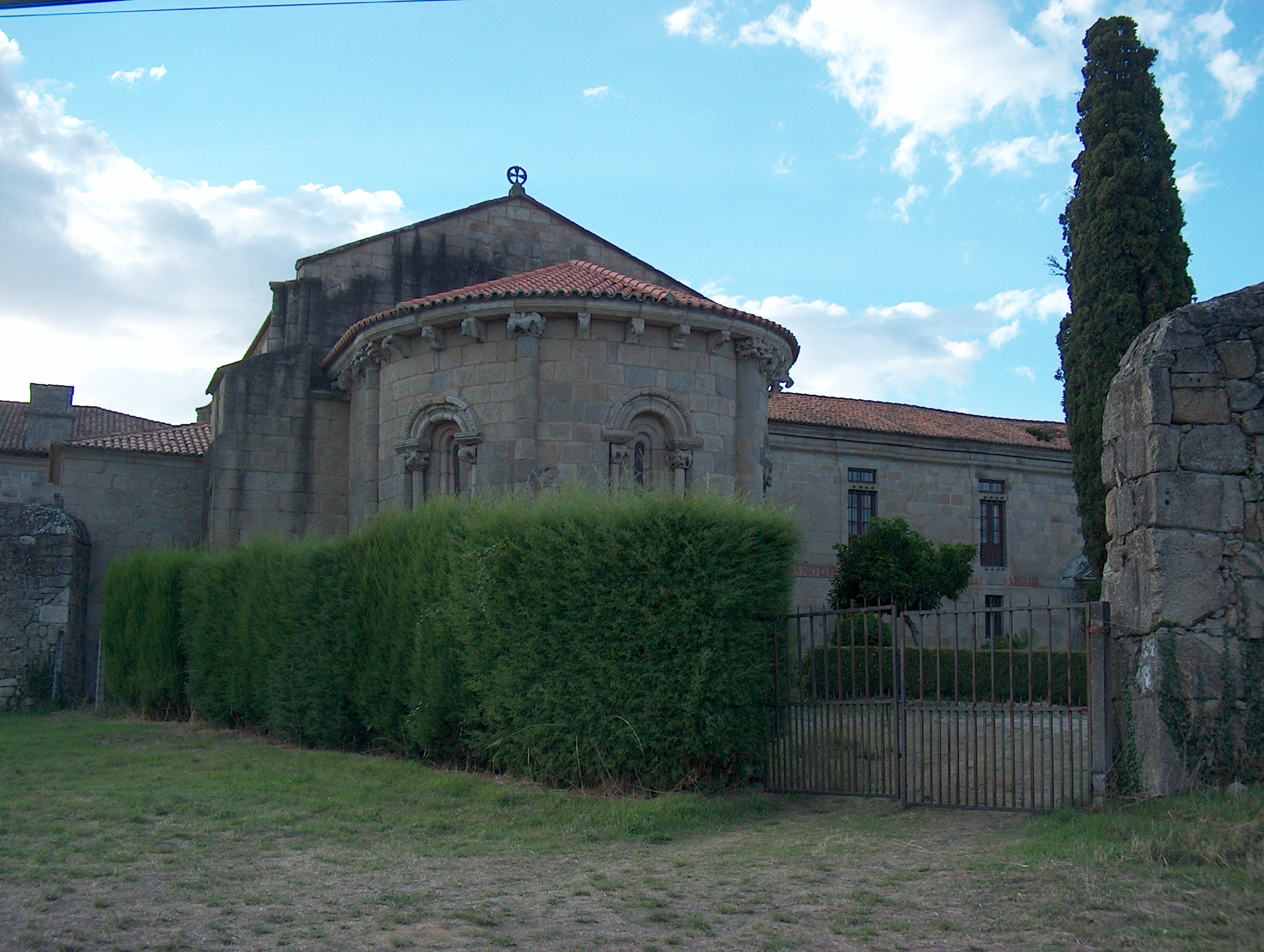
Mosteiro de Santa Maria de Ferreira de Pantón
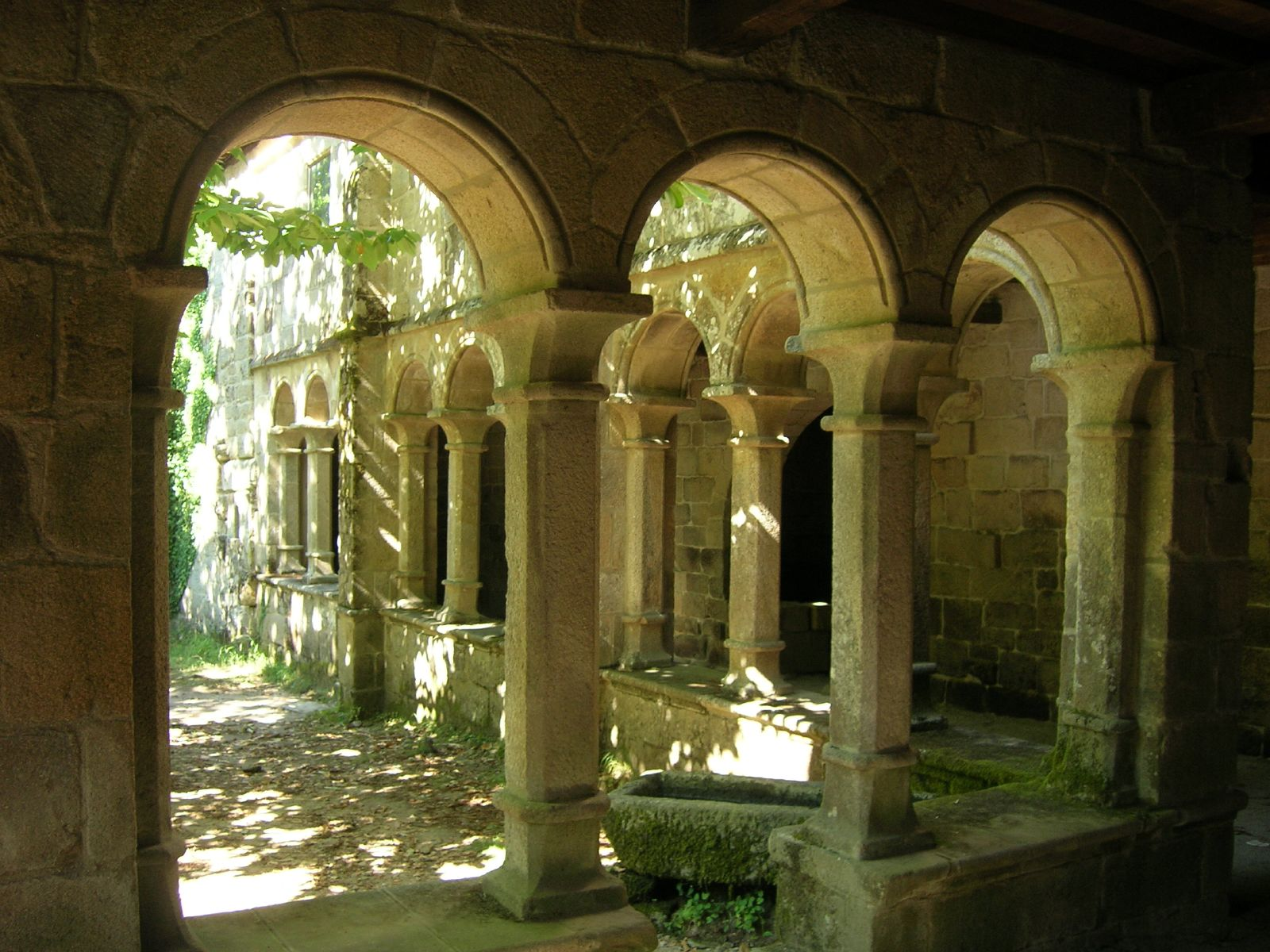
Mosteiro de Santa Cristina de Ribas de Sil
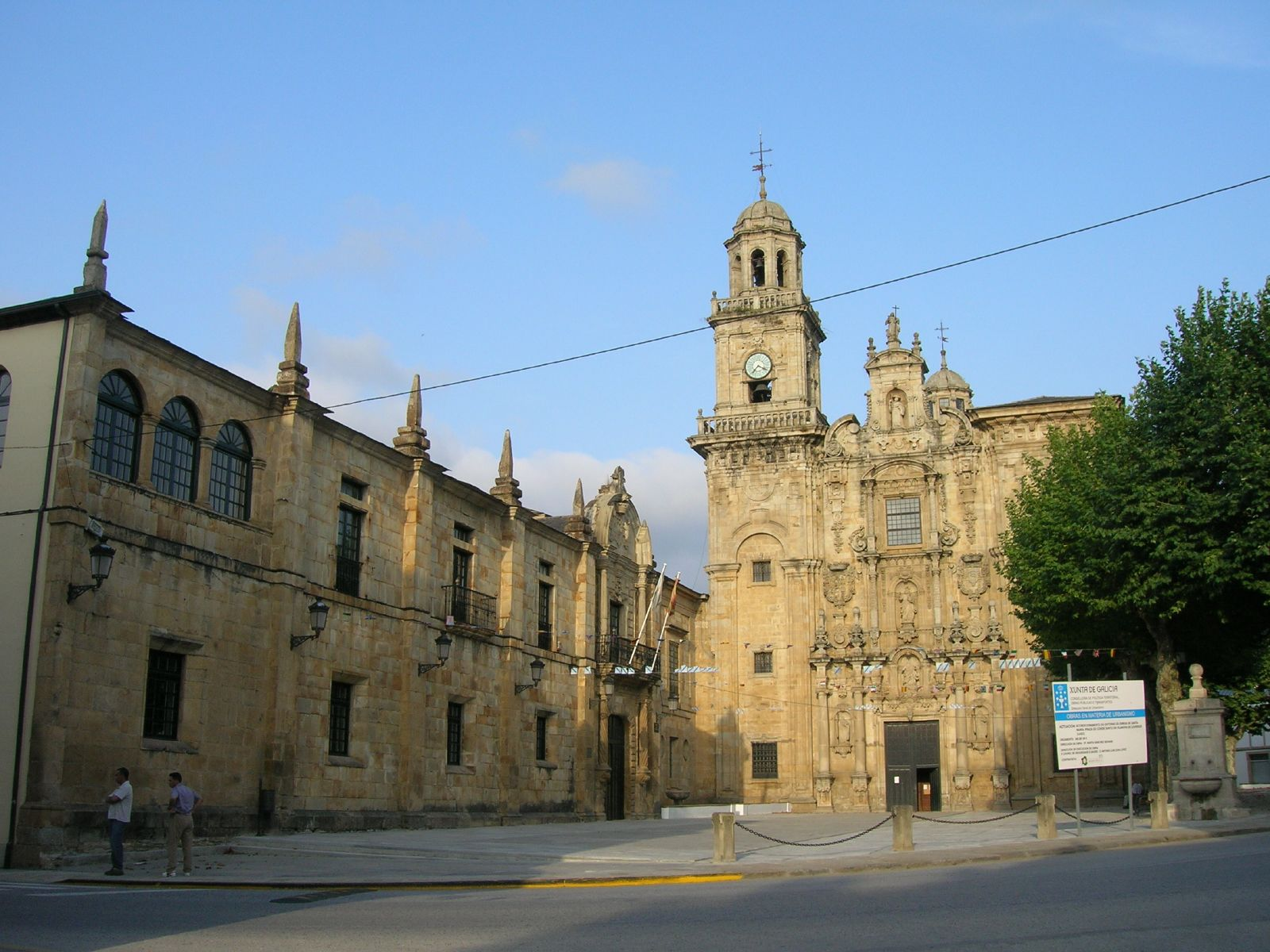
Mosteiro de São Salvador de Lourenzá
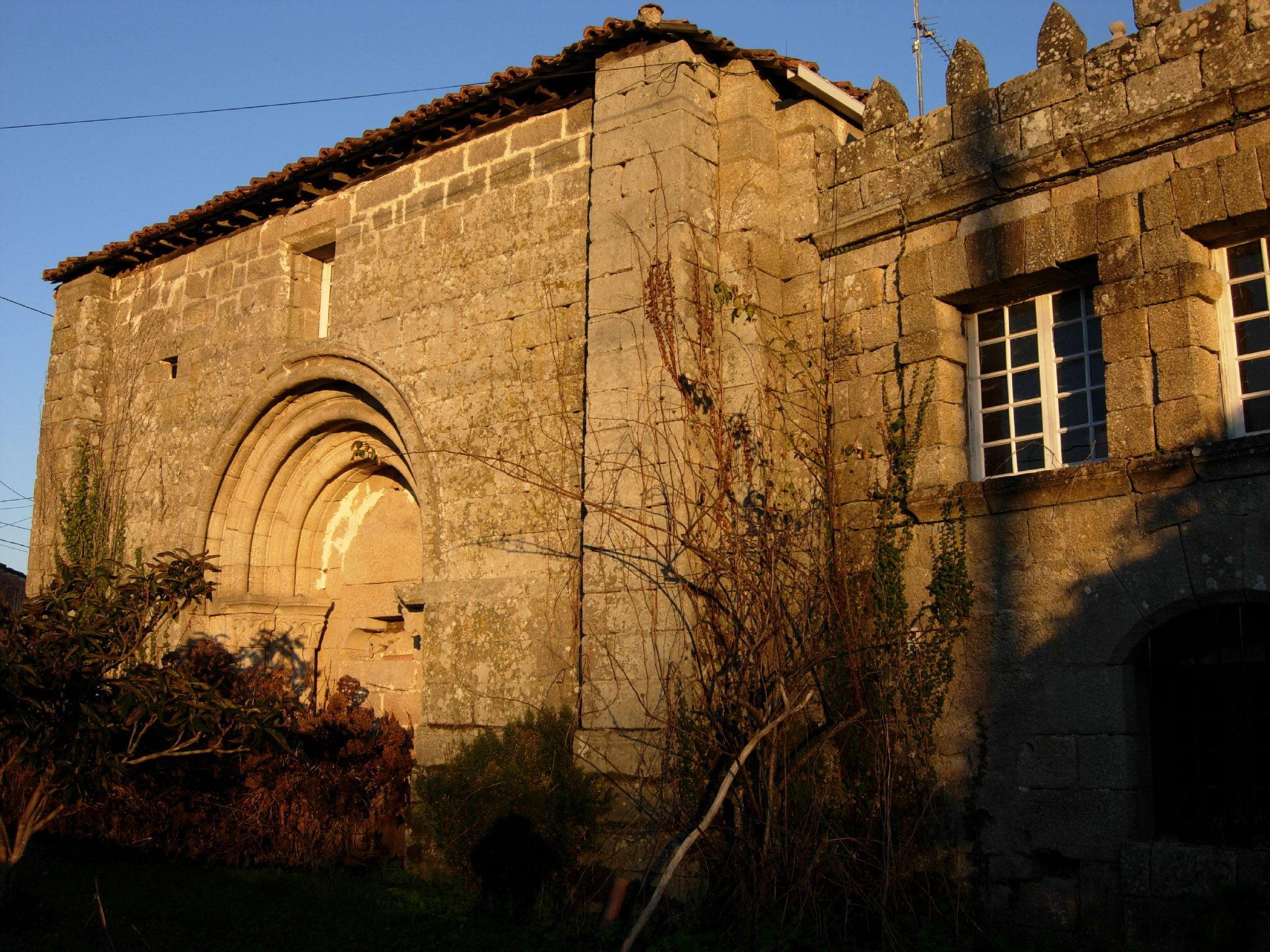
Mosteiro de São Paio de Bóveda
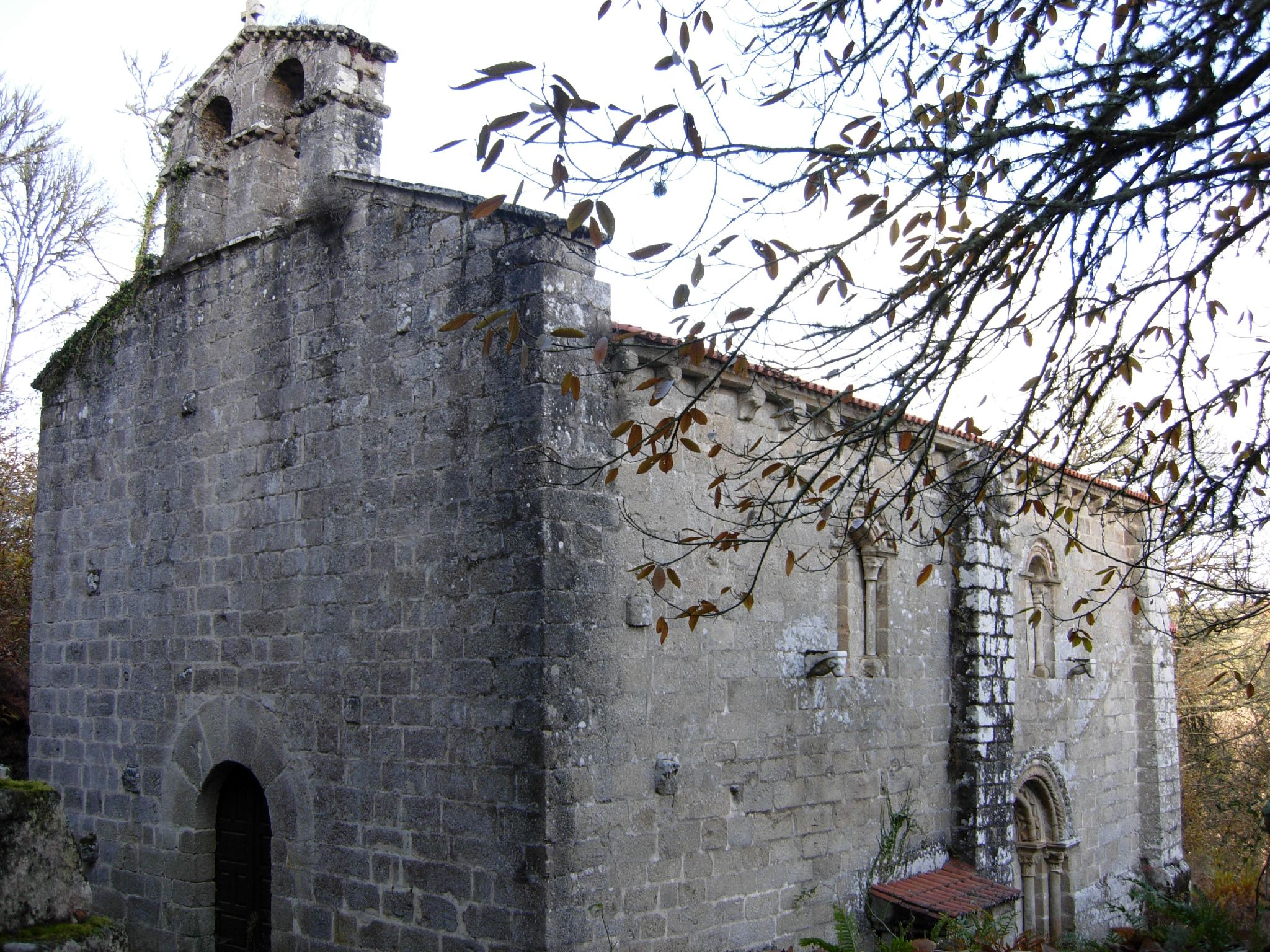
Mosteiro de Santa Maria de Pesqueiras
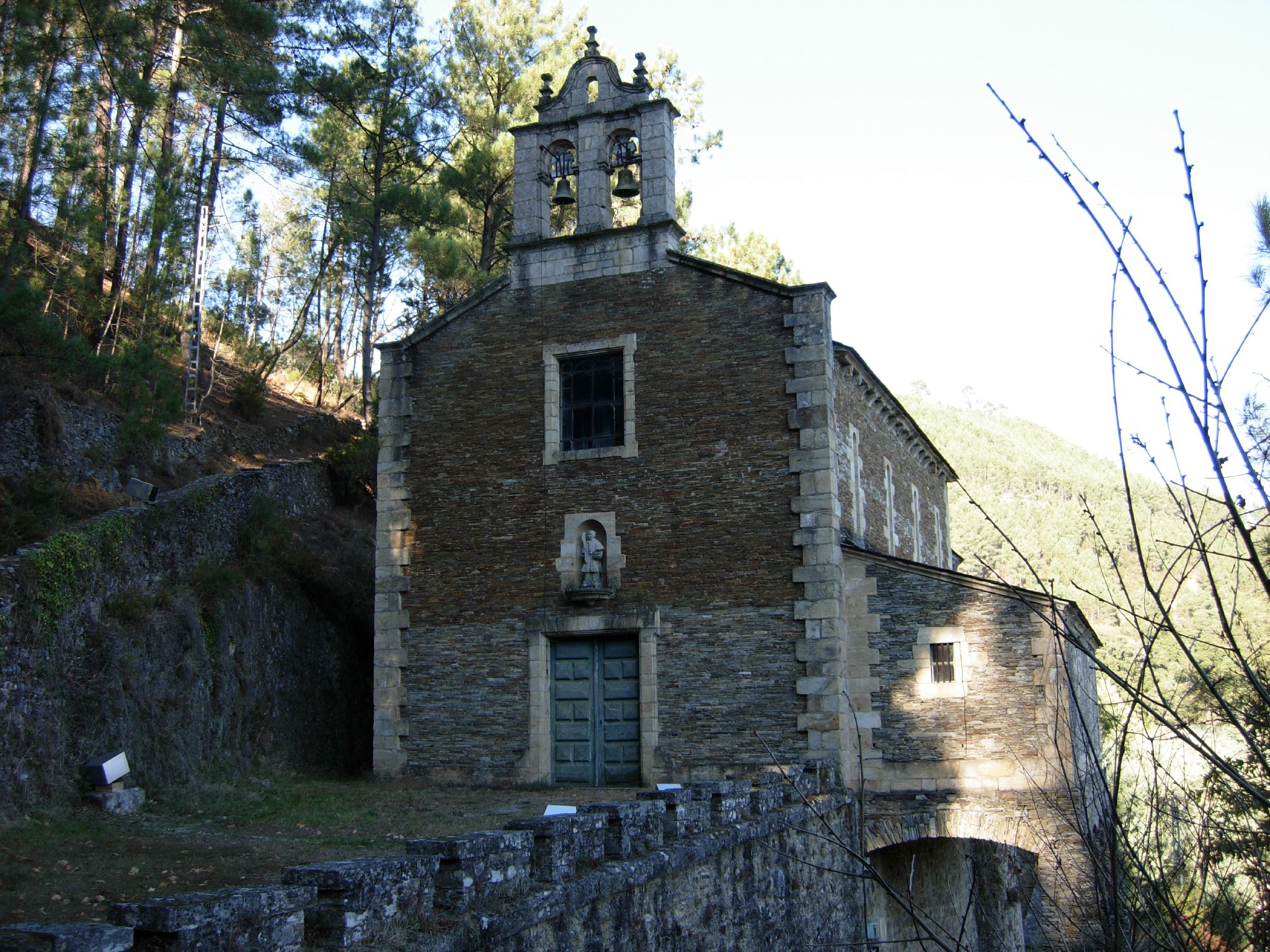
Mosteiro de Santo Estevo de Chouzán
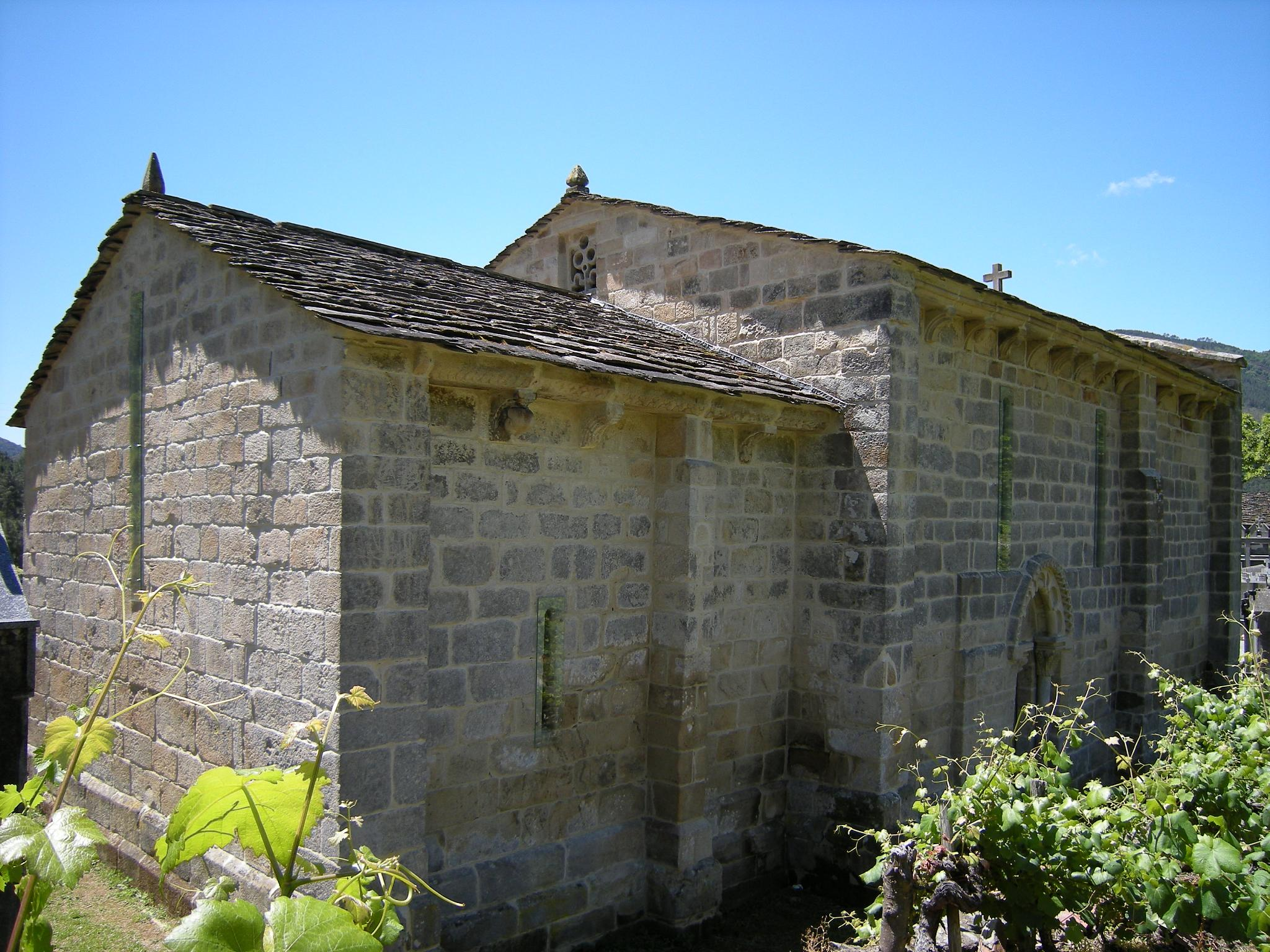
Mosteiro de Santo Estevo de Atán
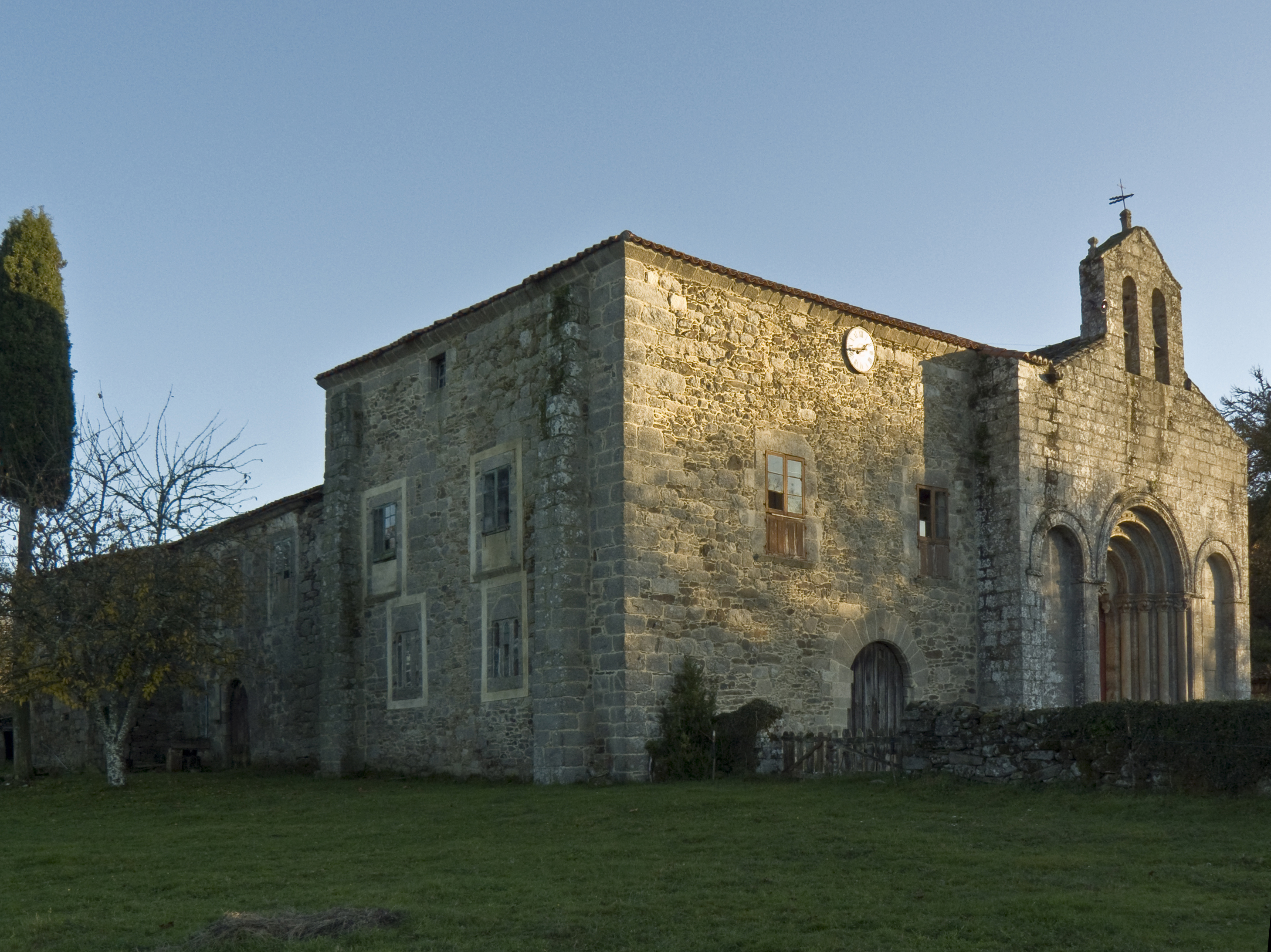
Mosteiro de San Paio de Diomondi

### Provinz: Ourense

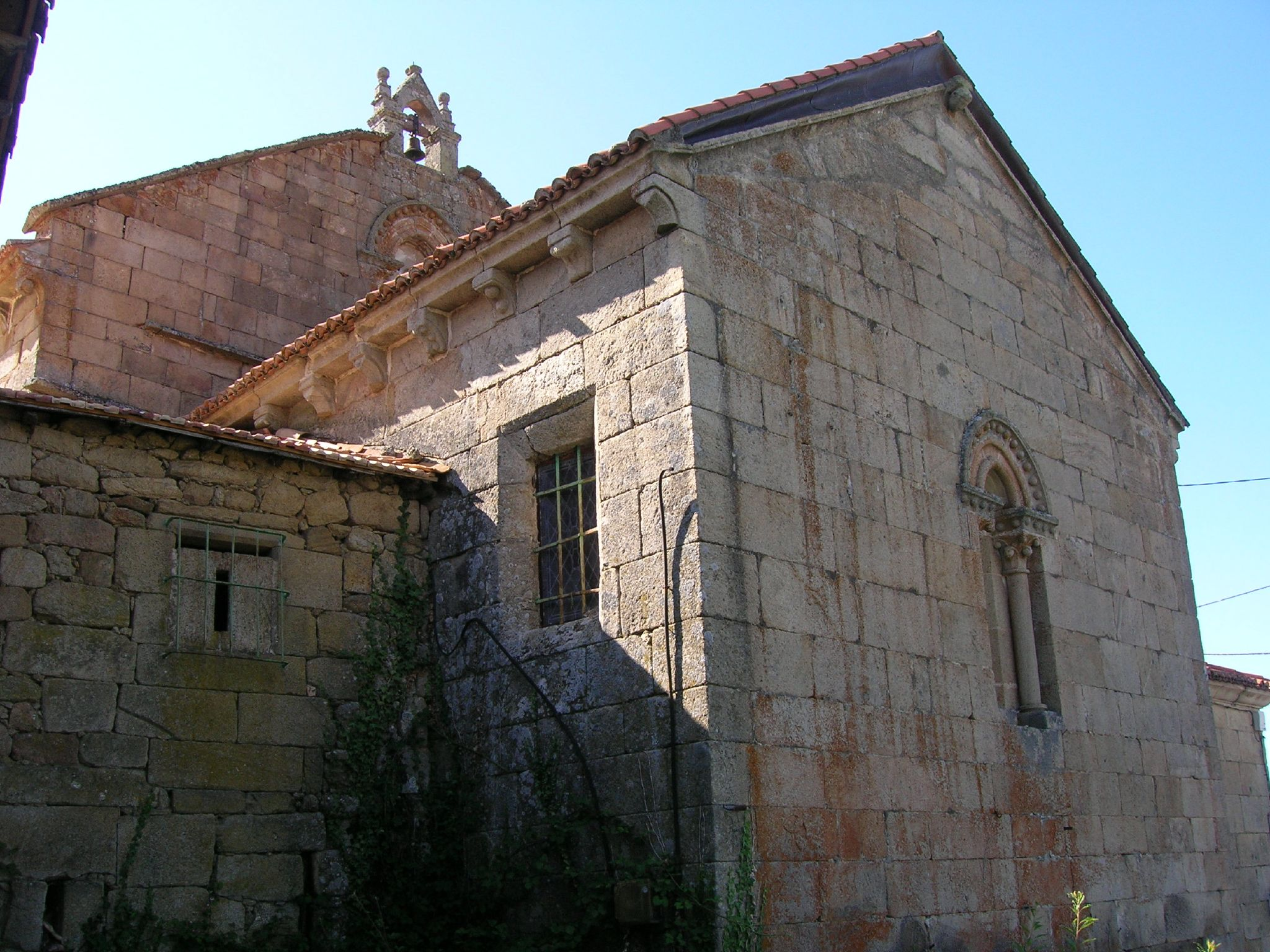
Kloster de San Munio de Veiga
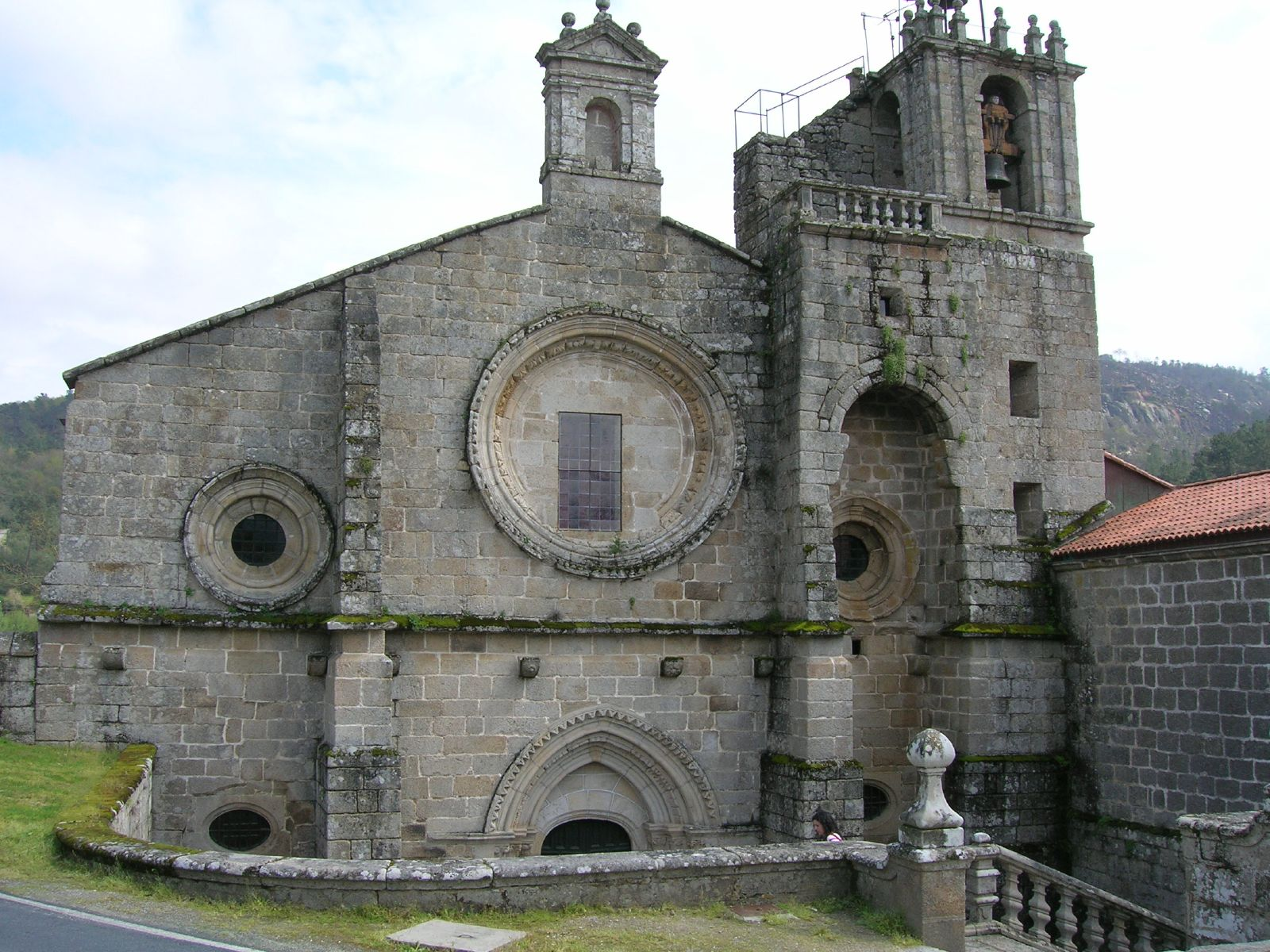
Kloster São Clodio
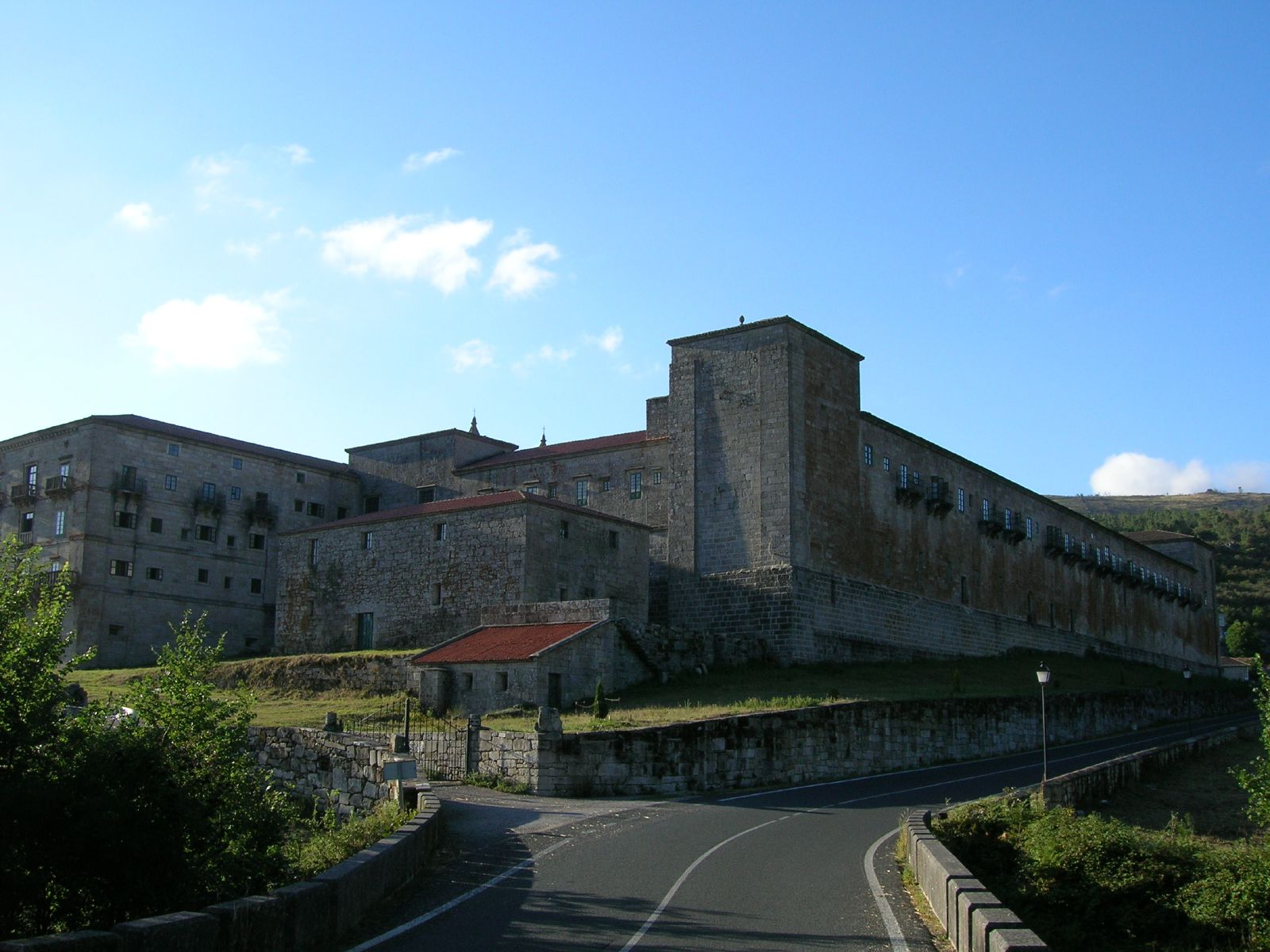
Kloster Santa Maria de Oseira
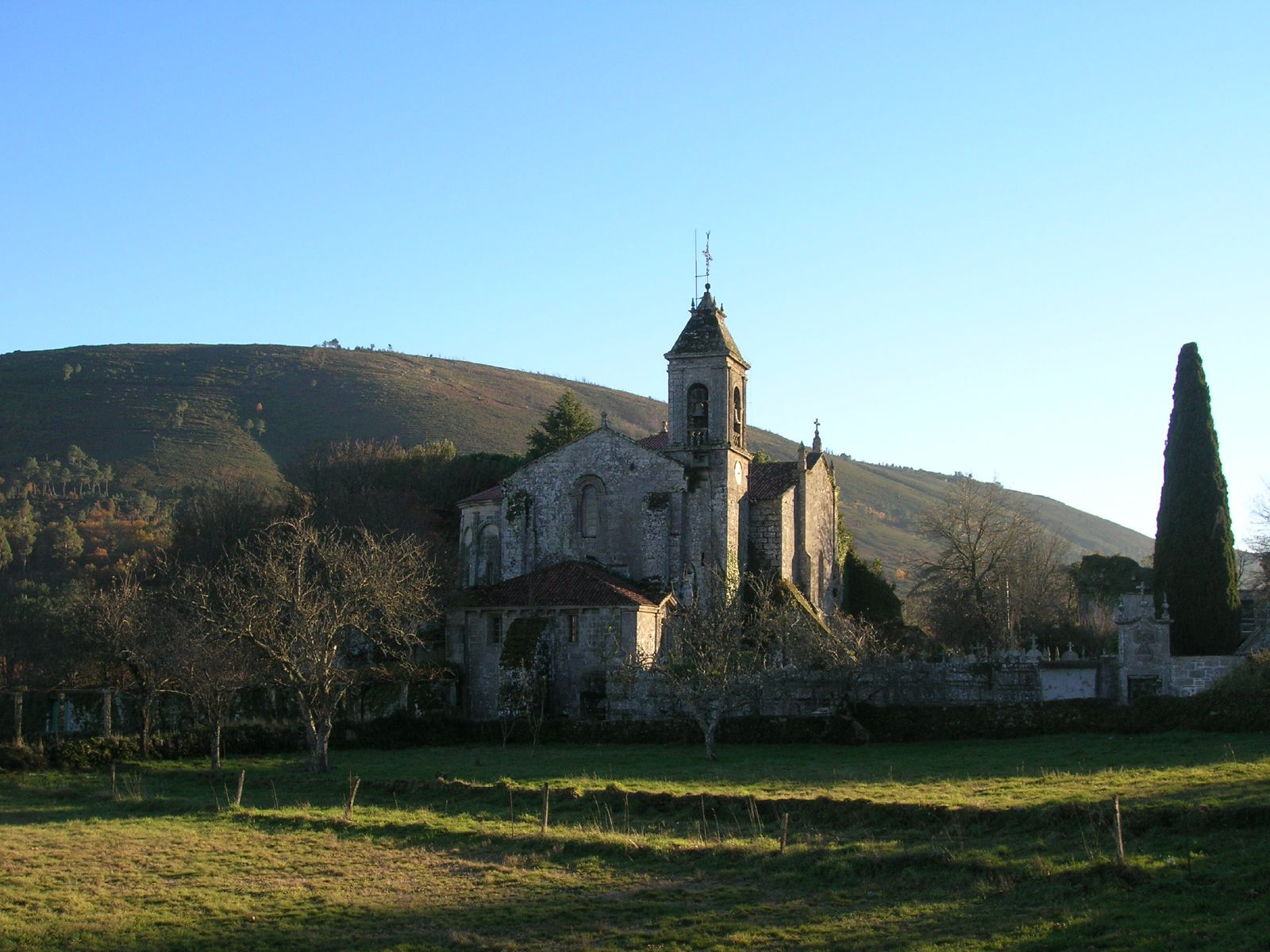
Mosteiro de Santa Maria de Melón
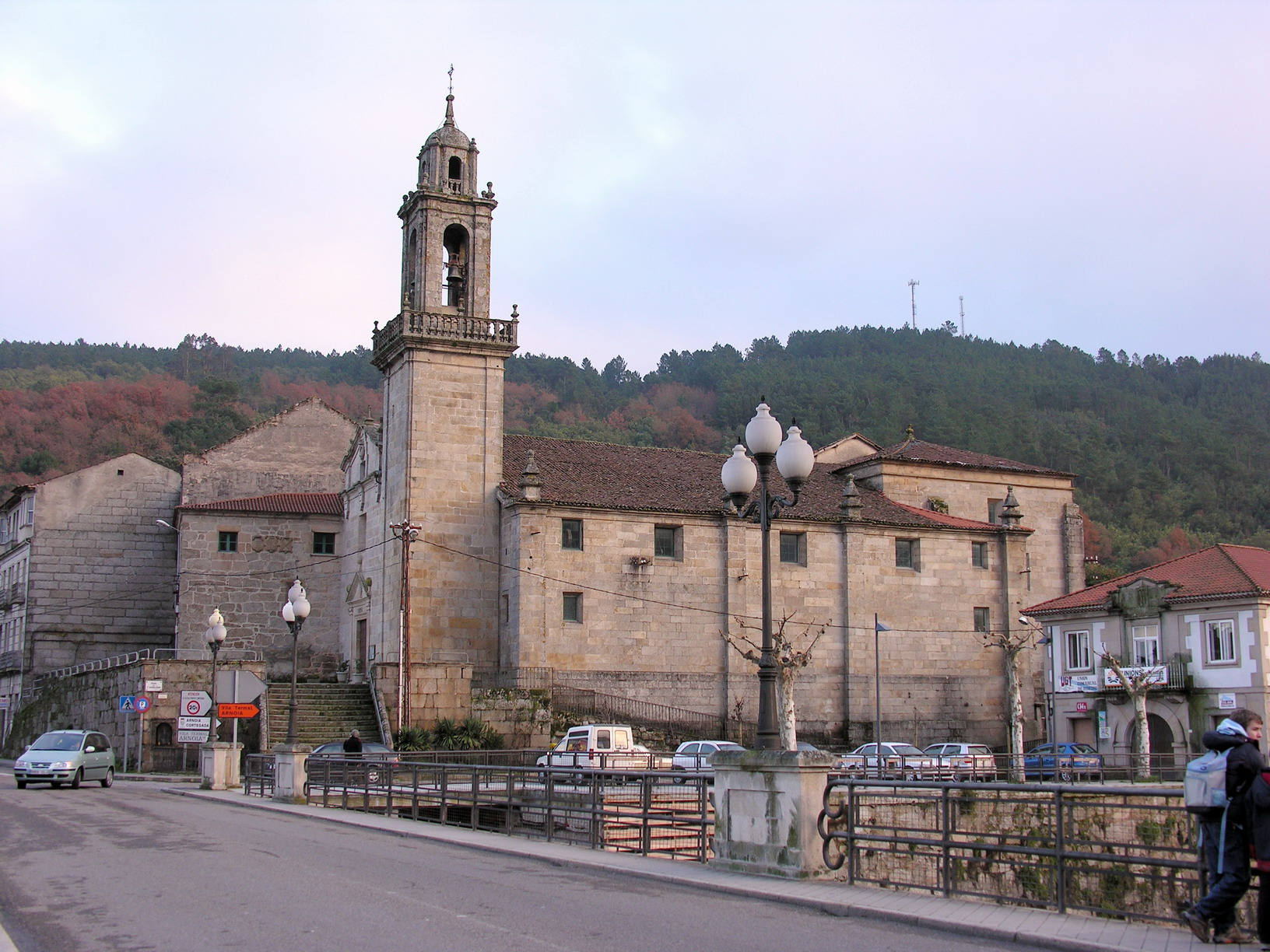
Convento de São Francisco (Ribadavia)
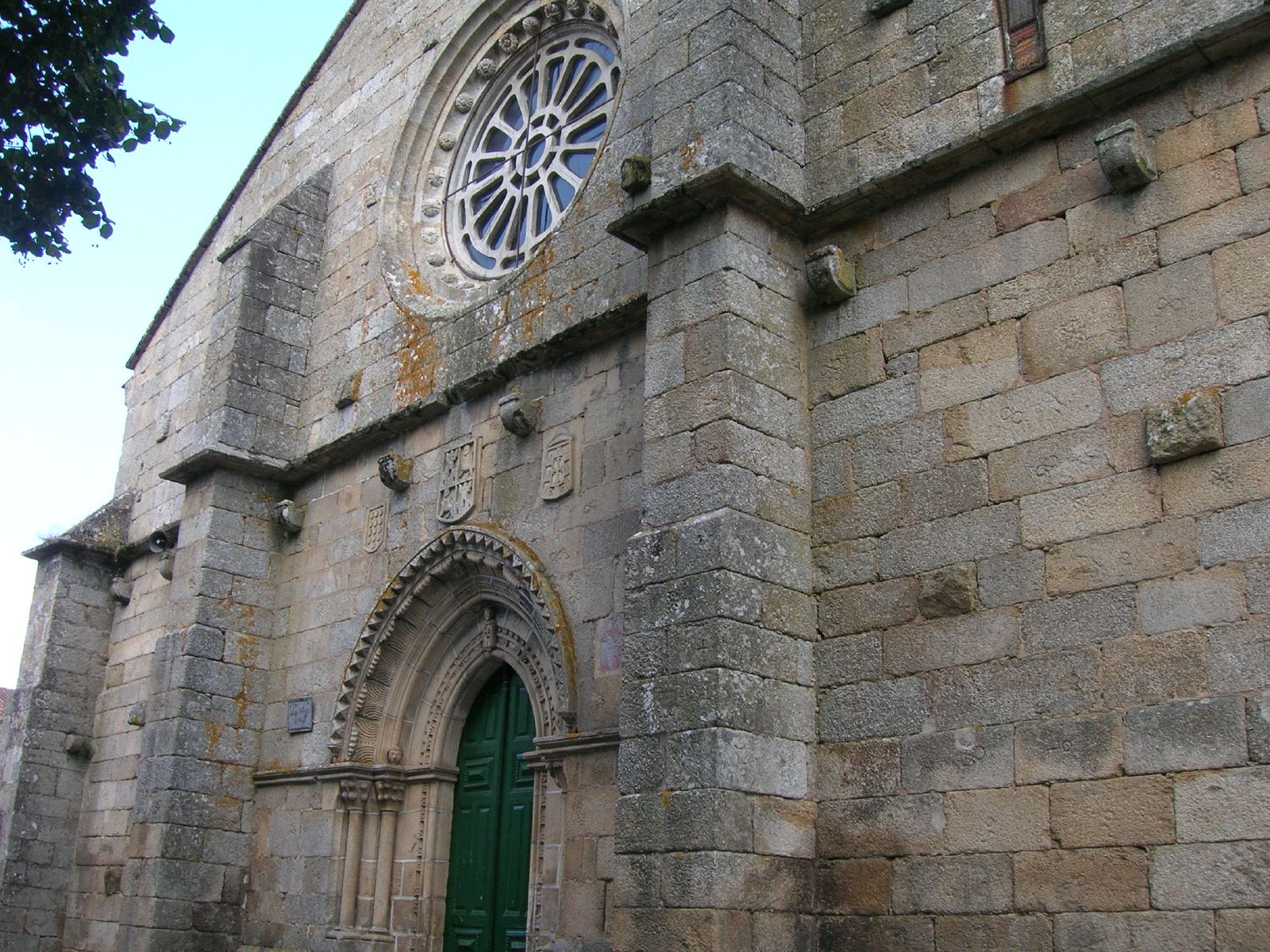
Convento de São Domingo (Ribadavia)
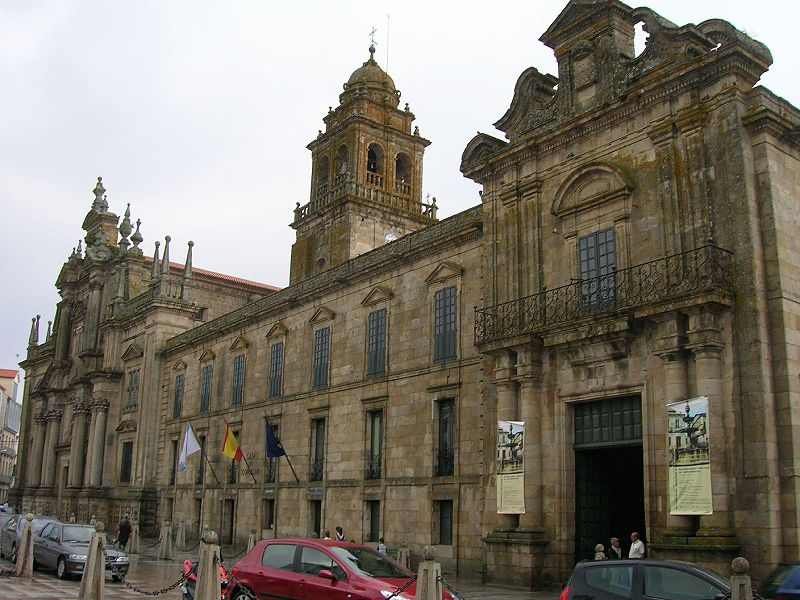
Mosteiro de São Salvador de Celanova
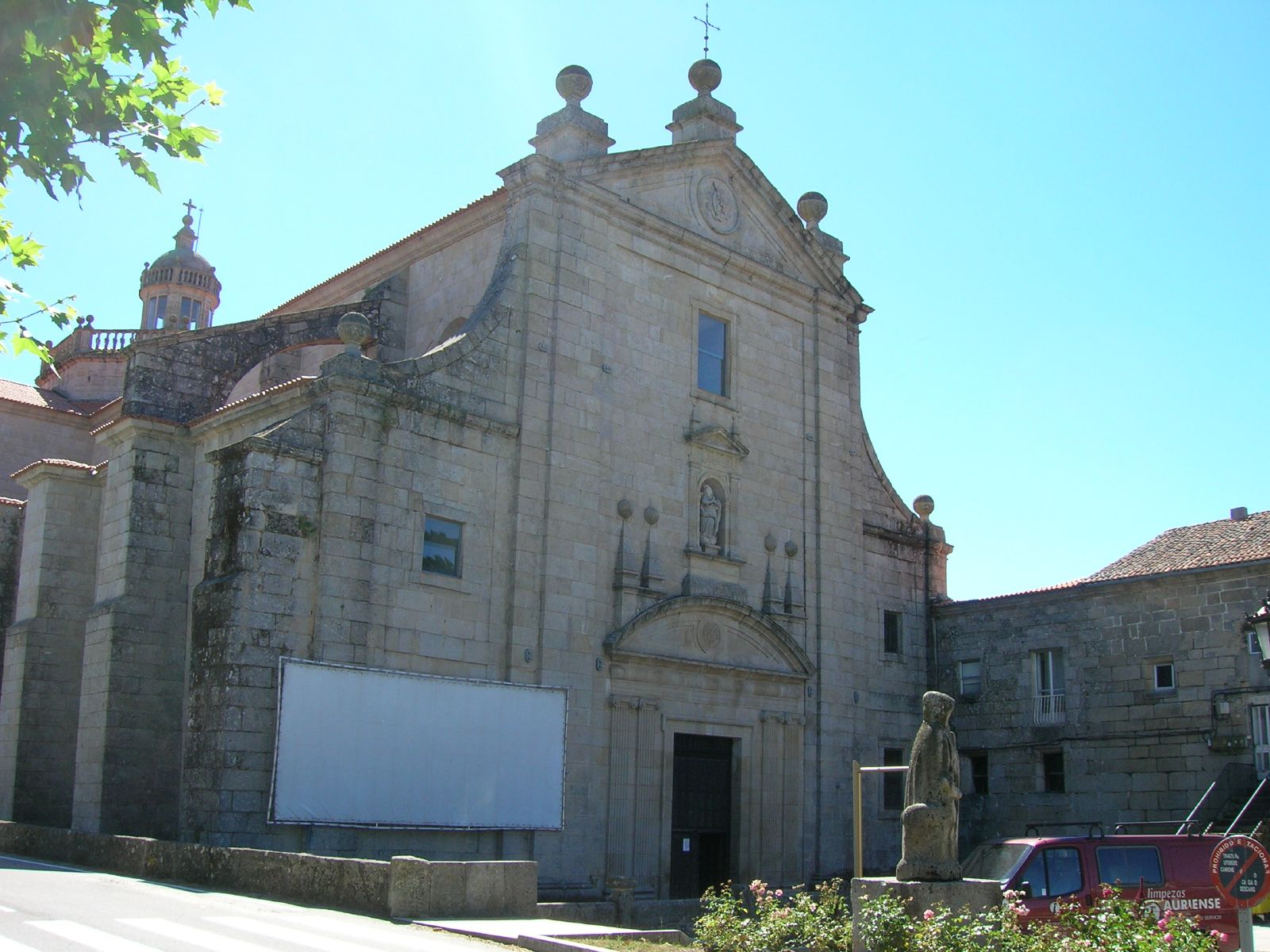
Mosteiro de Santa Maria de Montederramo
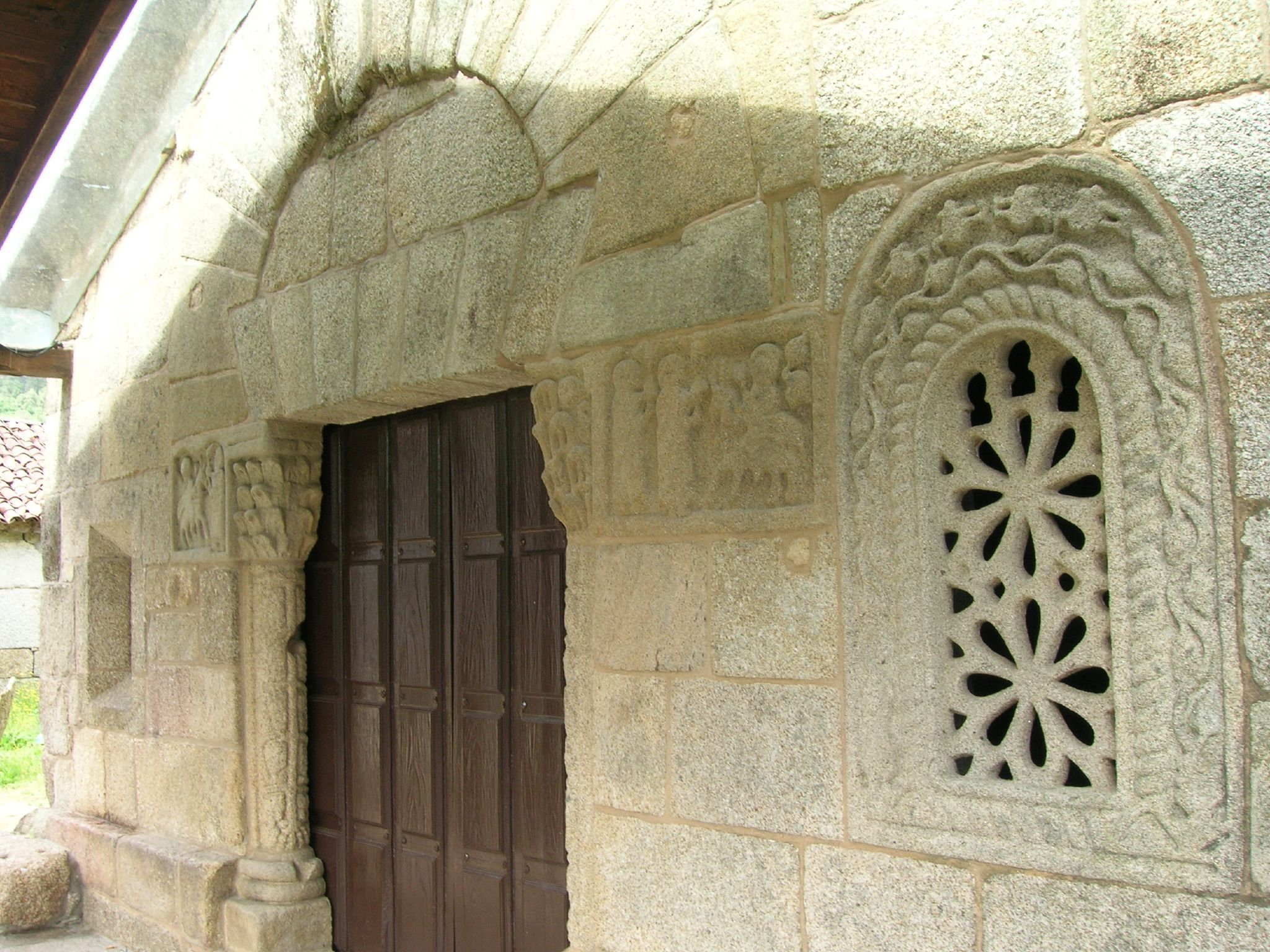
Mosteiro de Francelos
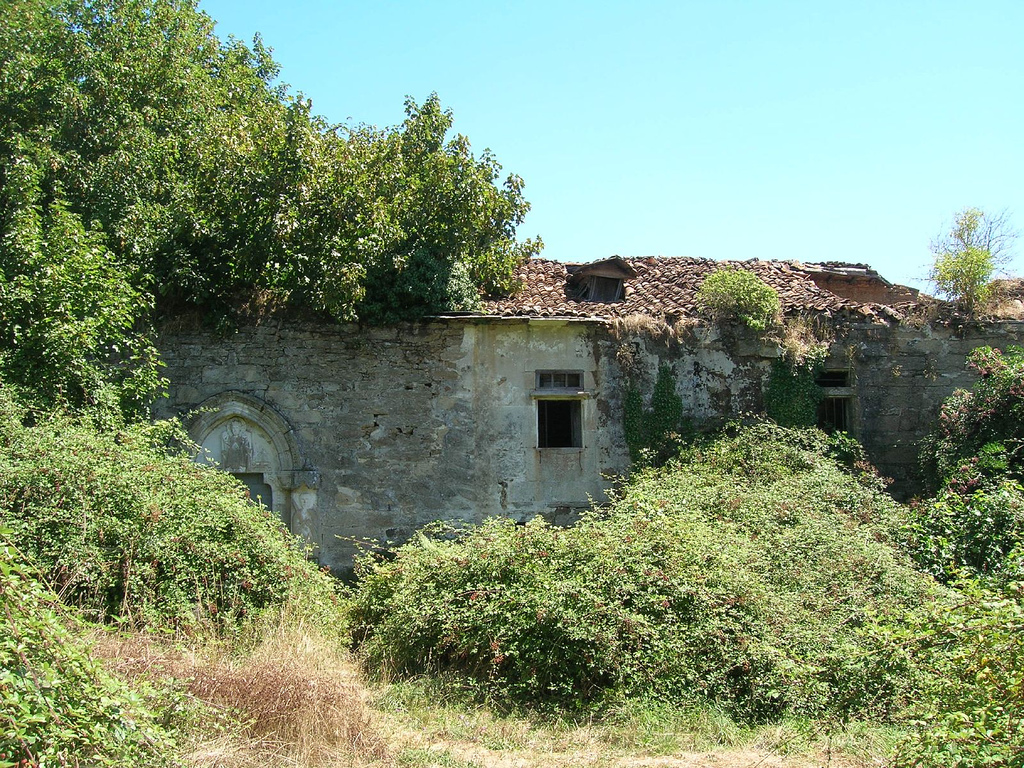
Mosteiro de São Paio de Abeleda
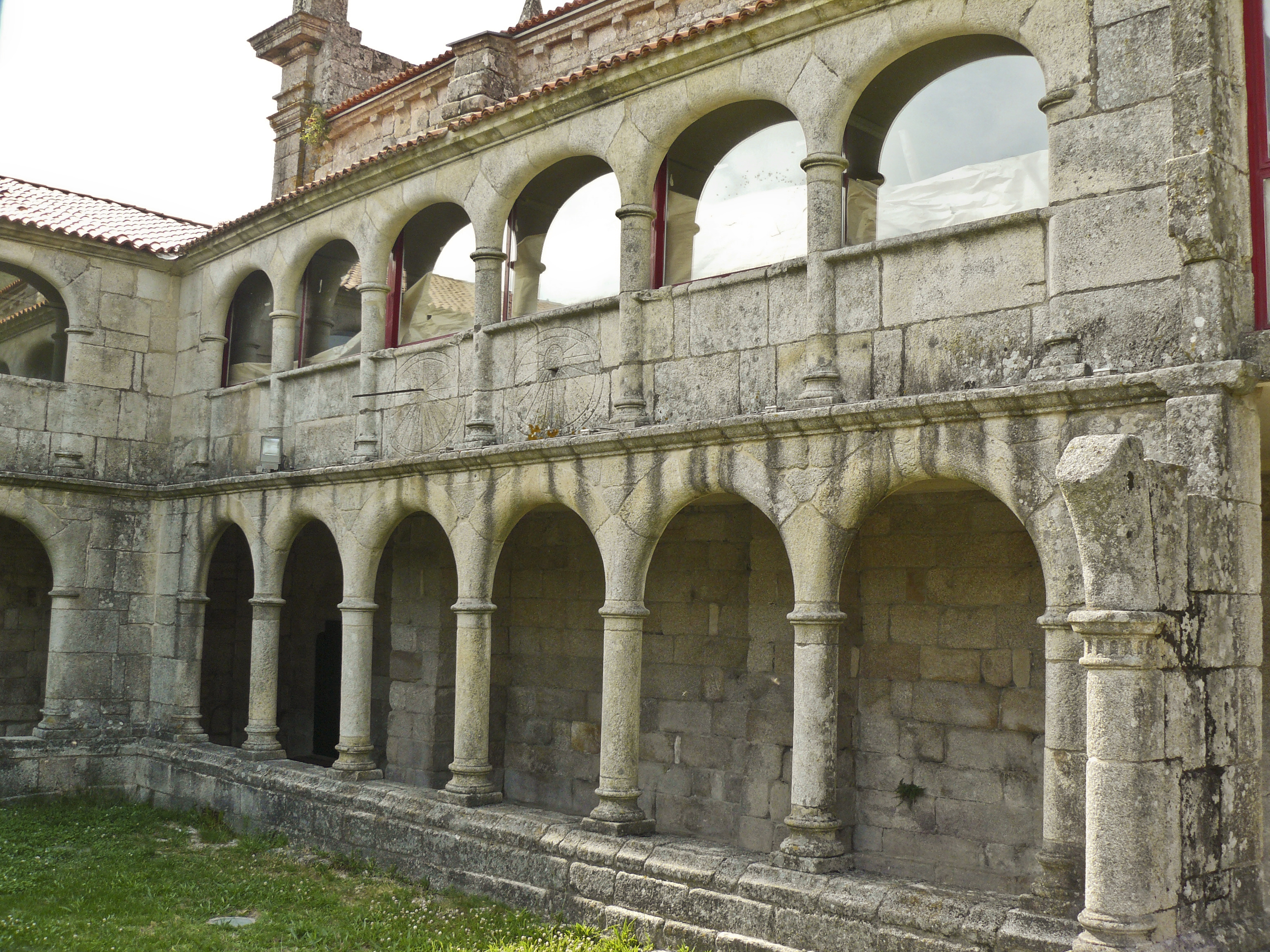
Mosteiro de Xunqueira de Espadanedo
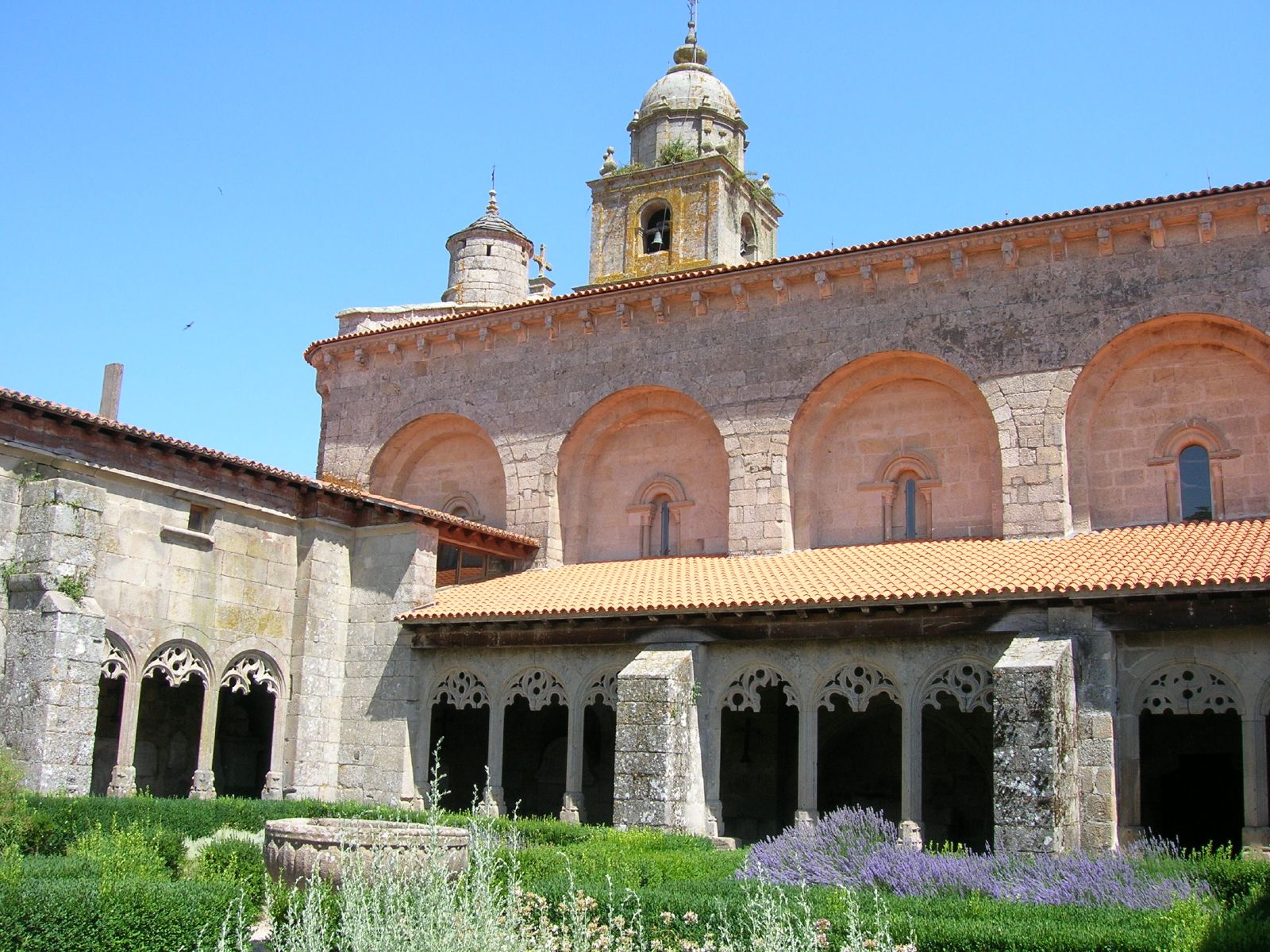
Mosteiro de Xunqueira de Ambía
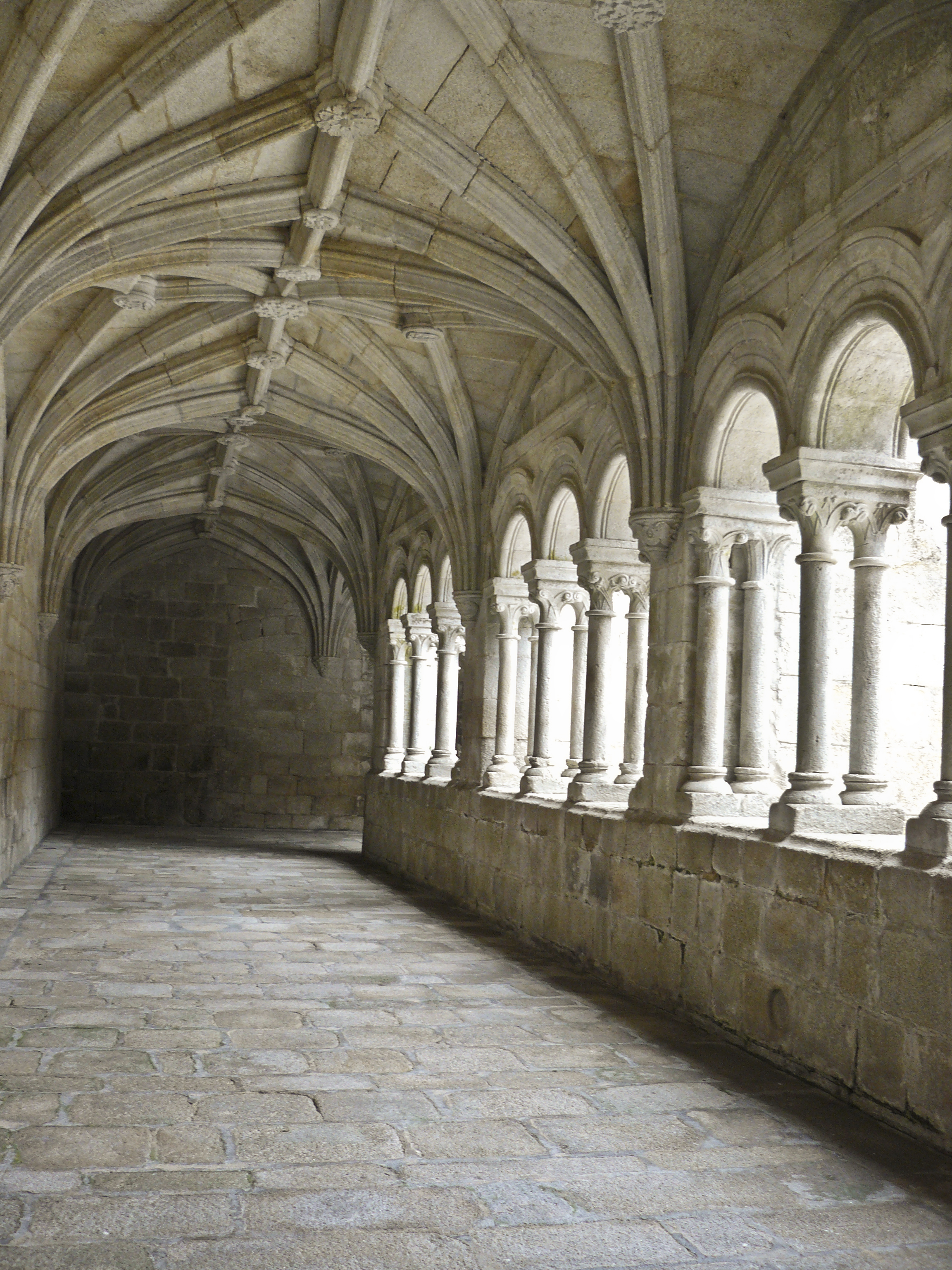
Mosteiro de Santo Estevo de Ribas de Sil
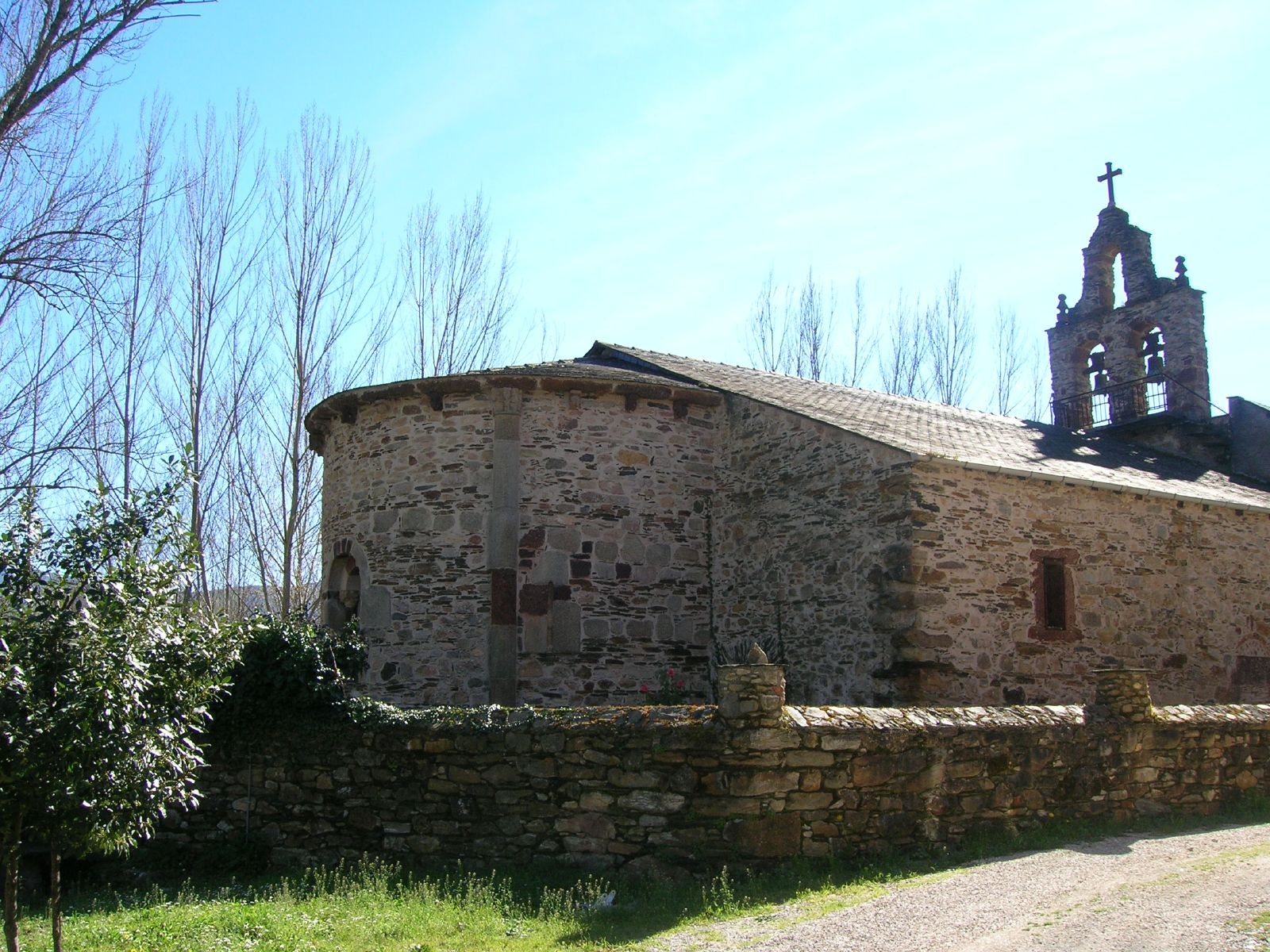
Mosteiro de São Miguel de Xagoaza
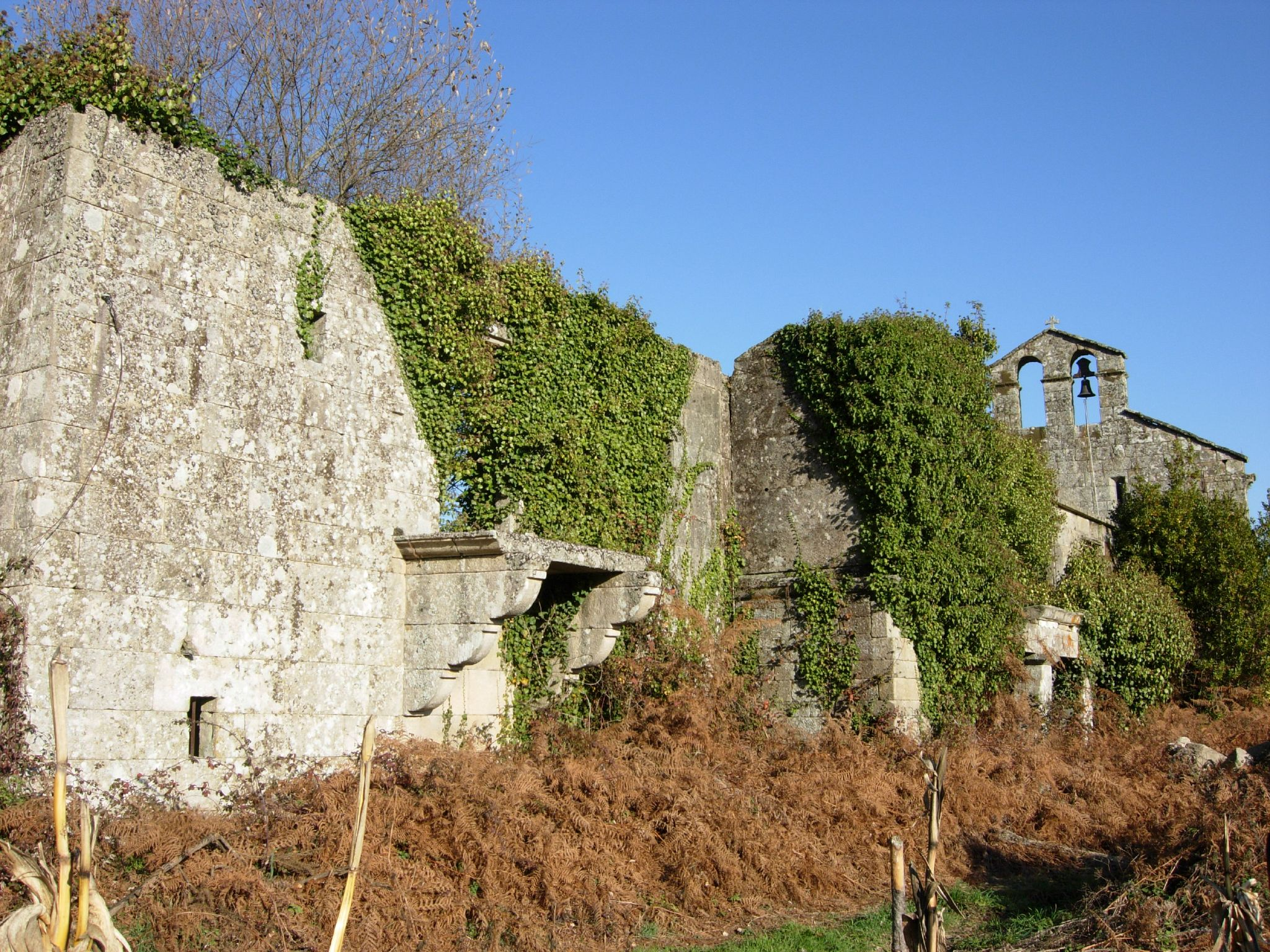
Mosteiro de São Pedro de Lobás
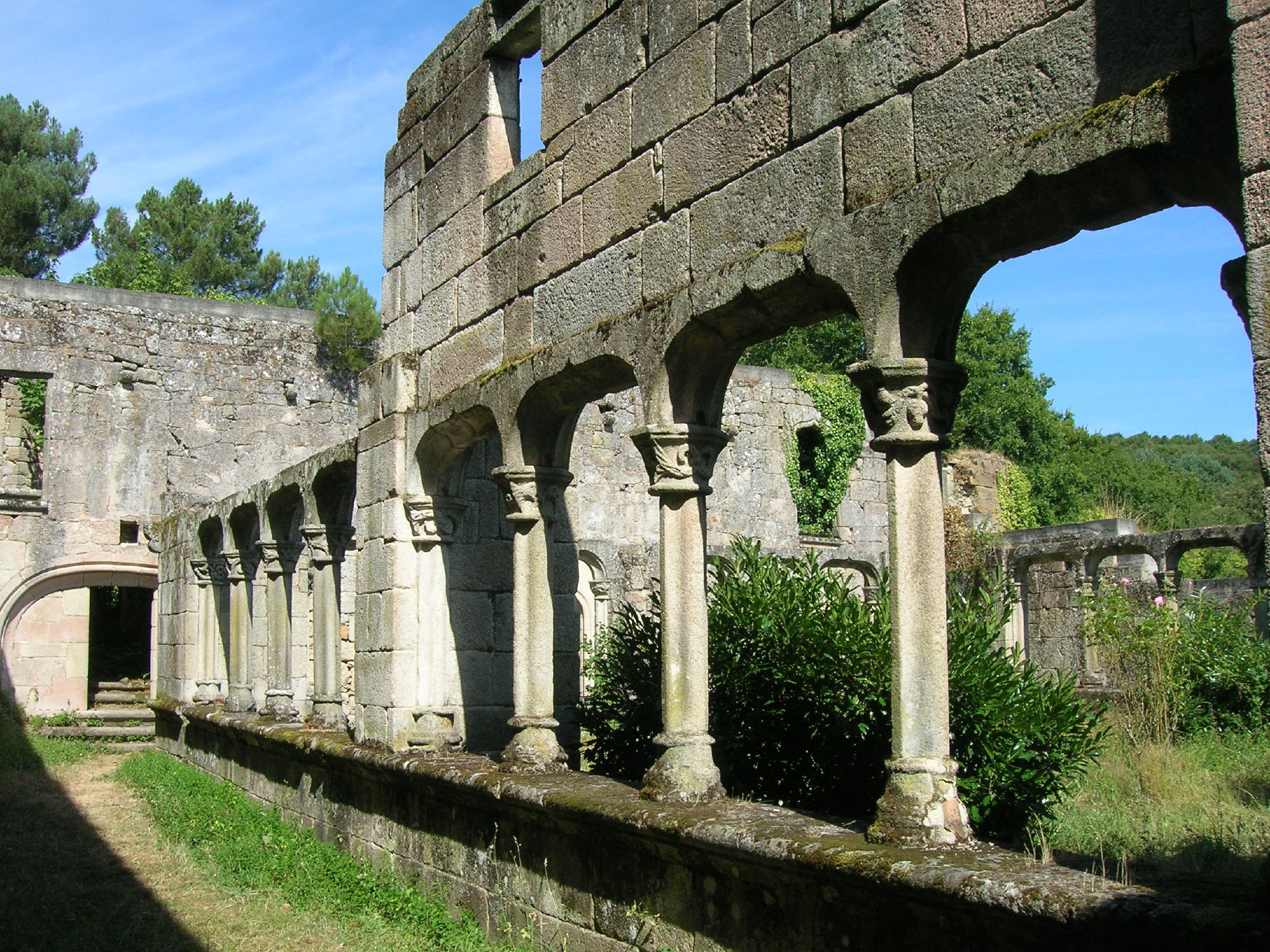
Mosteiro do Bon Xesús de Trandeiras
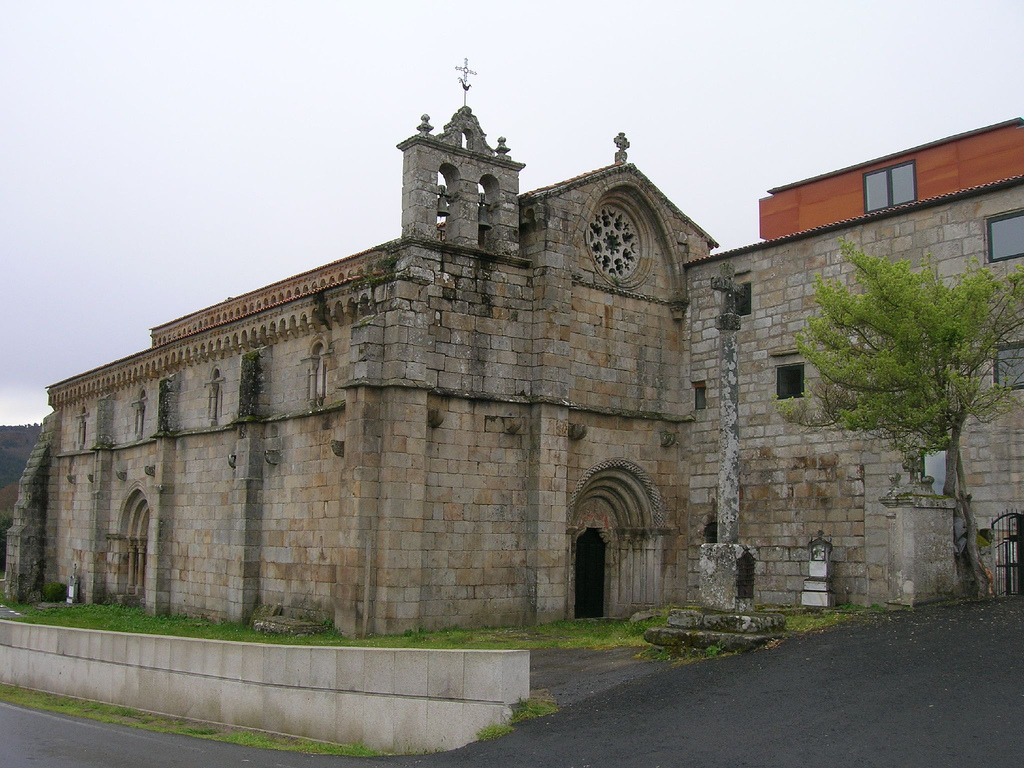
Mosteiro de São Pedro de Ramirás
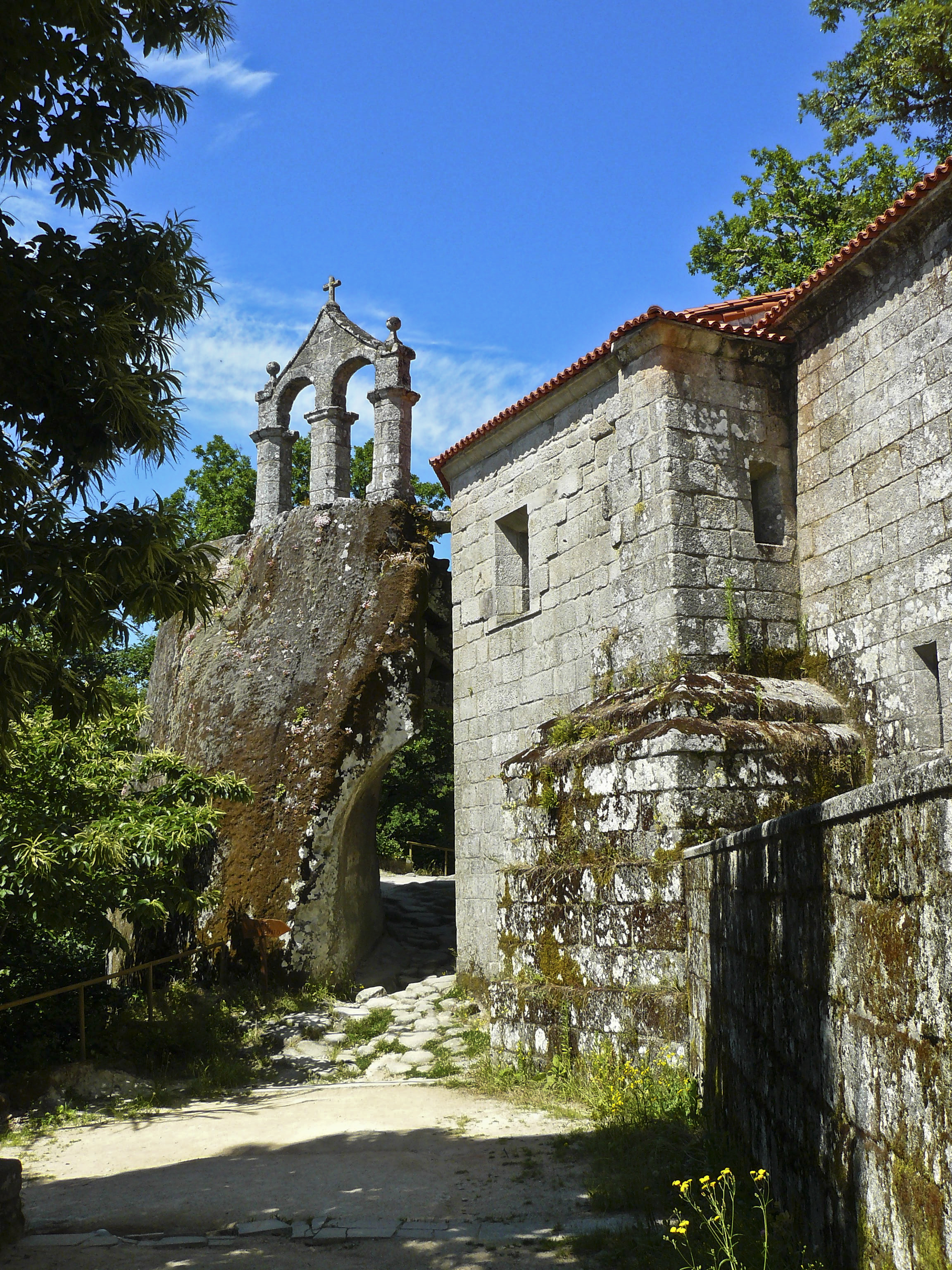
Mosteiro de São Pedro de Rocas
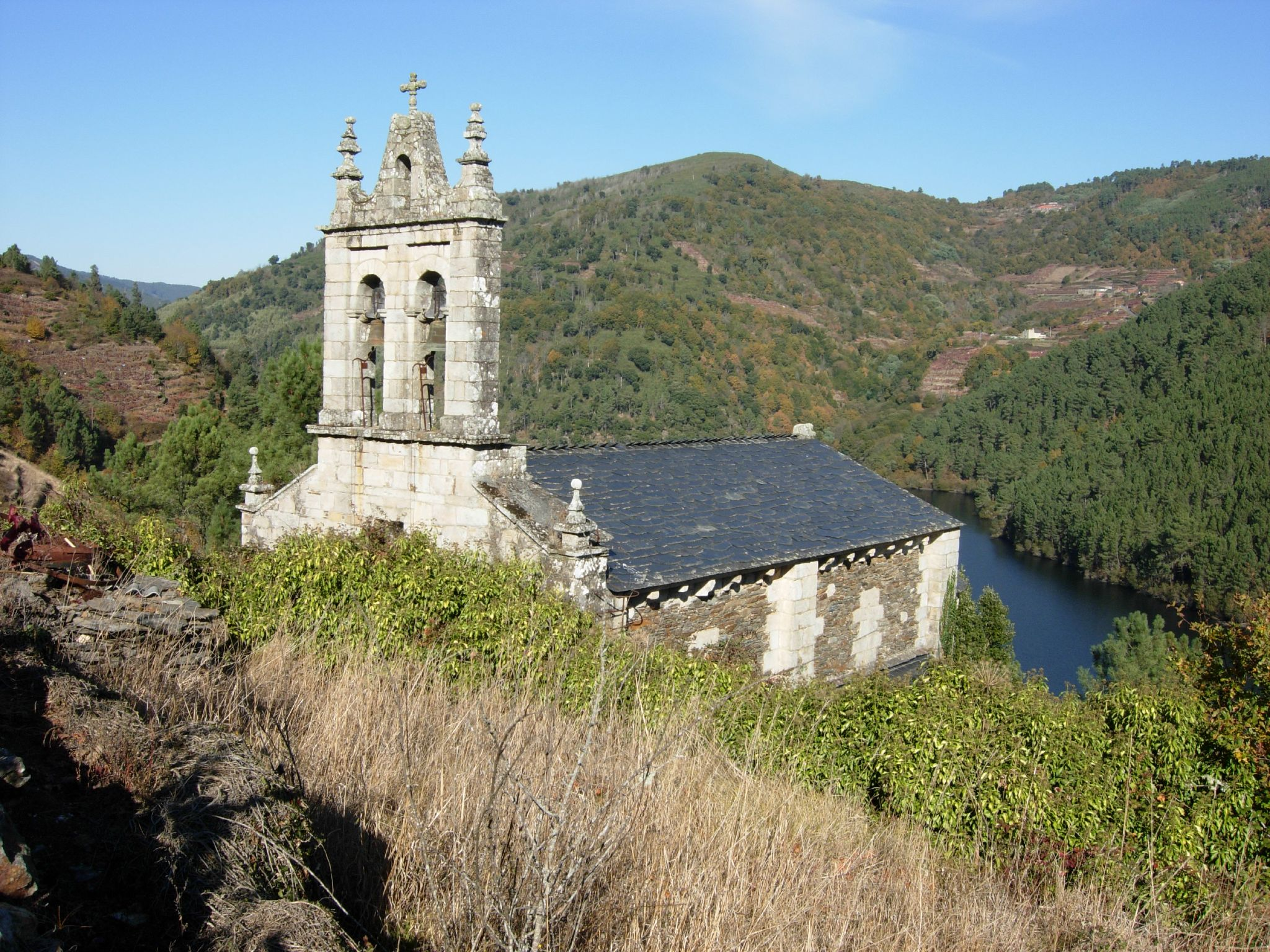
Mosteiro de Santa Comba de Naves
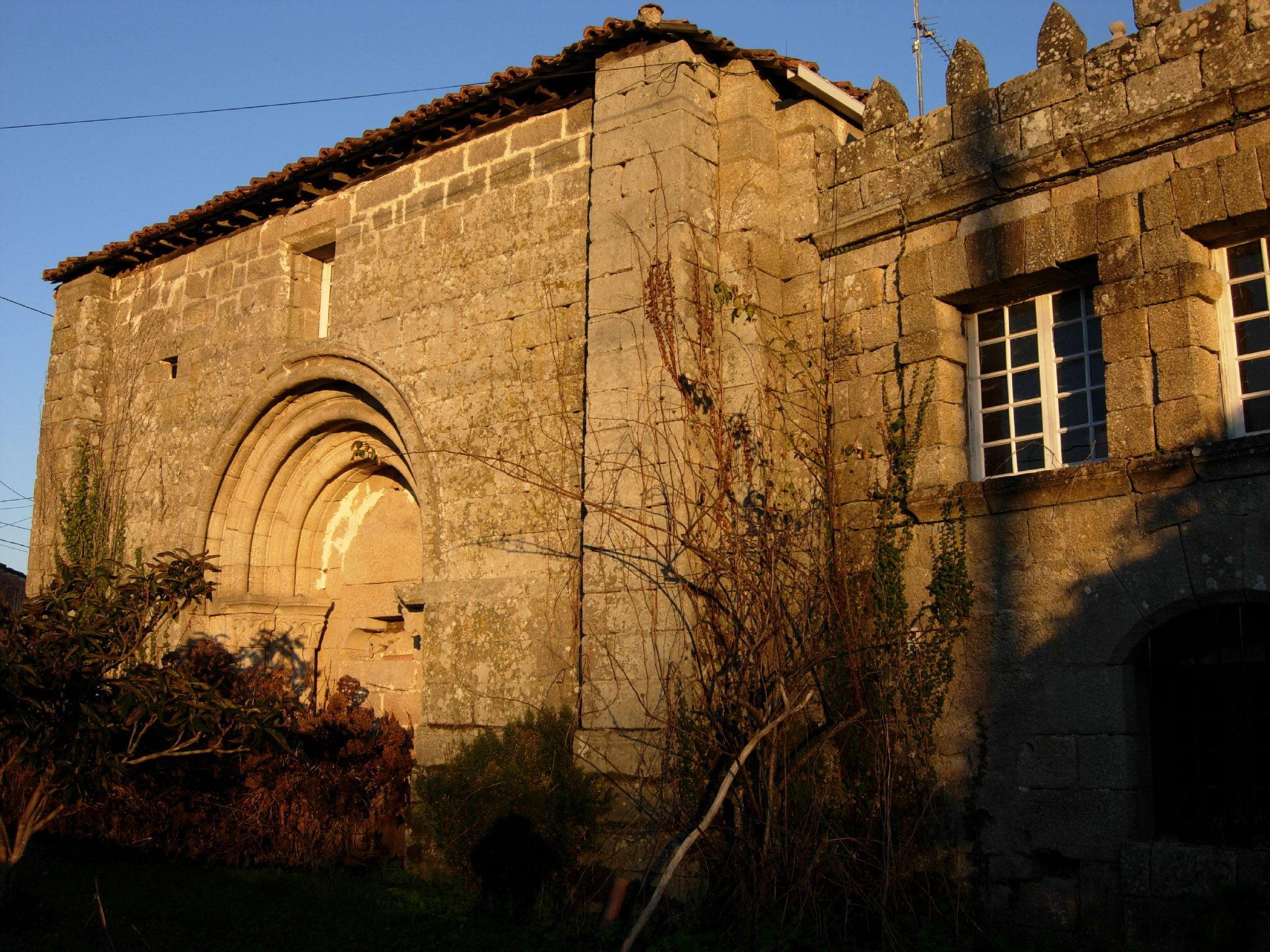
Mosteiro de San Paio de Bóveda